# كندا
كَنَدَا (بالإنجليزية والفرنسية: Canada)، هي دولة في أمريكا الشمالية تتألف من 10 مقاطعات وثلاثة أقاليم. تقع في القسم الشمالي من القارة وتمتد من المحيط الأطلسي في الشرق إلى المحيط الهادئ في الغرب وتمتد شمالاً في المحيط المتجمد الشمالي. وهي  البلد الثاني عالمياً من حيث المساحة الكلية. كما أن حدود كندا المشتركة مع الولايات المتحدة من الجنوب والشمال الغربي هي الأطول في العالم، وهي رابع أكبر منتج للنفط الخام في العالم حيث تنتج 5,694,000 برميل يوميًا.
الأراضي الكندية مأهولة منذ آلاف السنين من قبل مجموعات مختلفة من السكان الأصليين. مع حلول أواخر القرن الخامس عشر بدأت الحملات البريطانية والفرنسية استكشاف المنطقة ومن ثم استوطنتها على طول ساحل المحيط الأطلسي. تنازلت فرنسا عن ما يقرب من جميع مستعمراتها في أمريكا الشمالية في عام 1763 بعد حرب السنوات السبع. في عام 1867، مع اتحاد ثلاثة مستعمرات بريطانية في أمريكا الشمالية عبر كونفدرالية تشكلت كندا باعتبارها كيانًا فدراليًا ذا سيادة يضم أربع مقاطعات. بدأ ذلك عملية اتسعت فيها مساحة كندا وتوسع حكمها الذاتي عن المملكة المتحدة. تجلت هذه الاستقلالية من خلال تشريع وستمنستر عام 1931 وبلغت ذروتها في صورة قانون كندا عام 1982 والذي قطع الاعتماد القانوني لكندا على البرلمان البريطاني.
كندا دولة فيدرالية يحكمها نظام ديمقراطي تمثيلي وملكية دستورية حيث الملك تشارلز الثالث قائد للدولة. الأمة الكندية أمة ثنائية اللغة حيث الإنكليزية والفرنسية لغتان رسميتان على المستوى الاتحادي. تعد كندا واحدة من أكثر دول العالم تطوراً، حيث تمتلك اقتصاداً متنوعاً وتعتمد على مواردها الطبيعية الوفيرة، وعلى التجارة وبخاصة مع الولايات المتحدة اللتان تربطهما علاقة طويلة ومعقدة. كندا عضو في مجموعة الدول الصناعية السبع ومجموعة الثماني ومجموعة العشرين وحلف شمال الأطلسي ومنظمة التعاون والتنمية الاقتصادية ومنظمة التجارة العالمية ودول الكومنولث والفرنكوفونية ومنظمة الدول الأمريكية والإبيك والأمم المتحدة. تمتلك كندا واحداً من أعلى مستويات المعيشة في العالم حيث مؤشر التنمية البشرية يضعها في المرتبة الثامنة عالمياً.

## أصل التسمية
تعود كلمة كندا في الأصل إلى كنتا، وهي كلمة ترجع إلى لغة الإيروكواس في سانت لورانس وتعني قرية أو مستوطنة. في عام 1535، استخدم السكان الأصليون لمنطقة مدينة كيبك الحالية هذه الكلمة لإرشاد المستكشف الفرنسي جاك كارتييه إلى قرية ستادأكونا. ثم استخدم كارتييه فيما بعد كلمة كندا ليس للإشارة لتلك القرية بعينها فقط، بل ولكامل المنطقة التي تقع تحت حكم الزعيم دوناكونا (زعيم قرية ستاداكونا). بحلول عام 1545م، أصبحت جميع الكتب والخرائط الأوروبية تشير إلى تلك المنطقة المستكشفة باسم كندا.
في القرن السابع عشر وبدايات القرن الثامن عشر، أطلق الاسم كندا على شطر من فرنسا الجديدة والذي يقع بمحاذاة نهر سانت لورانس وعلى السواحل الشمالية للبحيرات العظمى. انقسمت هذه المنطقة فيما بعد إلى مستعمرتين بريطانيتين هما كندا العليا وكندا السفلى. أعيد توحيدهما كمقاطعة كندا عام 1841م. ومع تشكيل الاتحاد الكونفيدرالي عام 1867م، تم إطلاق الاسم كندا اسماً رسمياً للدولة الجديدة، بينما اختير لقب دومينيون كلقب للدولة (من المزمور 72:8). مع اتساع الحكم الذاتي لكندا عن المملكة المتحدة، استخدمت الحكومة الكندية اسم كندا في مستندات الدولة والمعاهدات الدولية بشكل متزايد. تجلى هذا التغيير في إعادة تسمية العطلة الوطنية من يوم الدومينيون إلى يوم كندا عام 1982.

## التاريخ

### الشعوب الأصلية
تدعم الدراسات الوراثية والأثرية وجود البشر شمال يوكون منذ 26,500 عام مضت، وفي جنوب أونتاريو منذ حوالي 9,500 عام. تعد بلوفيش كيفز وأولد كرو فلاتس من أقدم المواقع الأثرية من الوجود البشري (باليو هندي) في كندا. كان من خصائص المجتمعات الأصلية في كندا المستوطنات الدائمة والزراعة والبنية الاجتماعية الهرمية المعقدة والشبكات التجارية. اندثرت بعض تلك الثقافات مع حلول الوقت الذي وصلت فيه أولى طلائع المستوطنين الأوروبيين (أواخر القرن الخامس عشر وأوائل القرن السادس عشر)، واكتشفت عبر التنقيبات الأثرية.
قدر عدد السكان الأصليين بين 200,000  ومليوني نسمة في أواخر القرن الخامس عشر،  بينما تقبل اللجنة الكندية الملكية لصحة السكان الأصليين بنحو 500,000 نسمة. أدى تكرار اندلاع الأمراض المعدية الأوروبية مثل الأنفلونزا والحصبة والجدري (التي لم يكن لديهم مناعة طبيعية ضدها) بالإضافة إلى الآثار الأخرى للاتصال بالأوروبيين، أدى ذلك إلى تراجع تعداد السكان الأصليين بنحو 40-80%. تشمل الشعوب الأصلية في كندا الأمم الأولى  والإنويت  والميتيس. الميتيس هم شعب مختلط الدماء نشأ في منتصف القرن السابع عشر عندما تزوج الأمم الأولى والإنويت من المستوطنين الأوروبيين. كان للإنويت تفاعل أقل مع المستوطنين الأوروبيين خلال فترة الاستيطان.

### الاستيطان الأوروبي

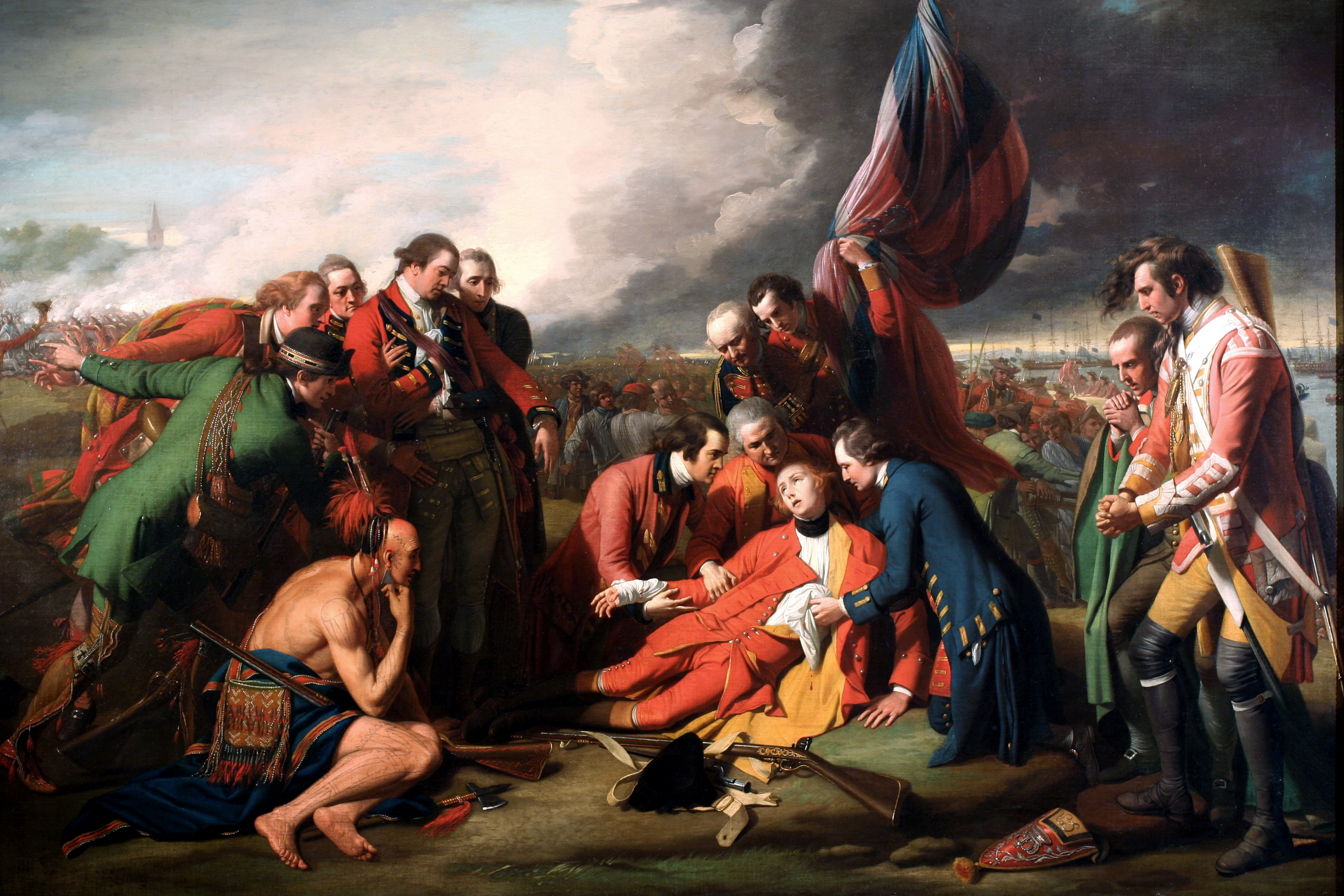
وفاة الجنرال وولف بريشة بنجامين ويست 1771، تجسد وفاة وولف في معركة سهول أبراهام في كيبك 1759.

بدأ الاستعمار الأوروبي عندما استقر سكان الشمال الأوروبي لفترة وجيزة في لانس أو ميدوز في نيوفنلند حوالي العام 1000. لم تجر أي من الاستكشافات الأوروبية حتى 1497 عندما استكشف البحار الإيطالي جون كابوت الساحل الأطلسي لكندا لصالح إنكلترا. أنشأ البحارة الباسك والبرتغاليون مراكز صيد أسماك وحيتان موسمية على طول ساحل المحيط الأطلسي. في 1534 استكشف جاك كارتييه نهر سانت لورانس لفرنسا.
في 1583، طالب السير همفري جيلبرت بسانت جونز في نيوفنلند كأول مستعمرة إنكليزية في أمريكا الشمالية بامتياز الملكي من الملكة إليزابيث الأولى. وصل المستكشف الفرنسي صمويل دو شامبلان في 1603، وأنشأ أول مستوطنة أوروبية دائمة في بورت رويال في 1605 وكيبيك سيتي في 1608. بين المستعمرين الفرنسيين في فرنسا الجديدة، استقر الكنديون في وادي نهر سانت لورانس والأكاديين في المناطق البحرية الحالية بينما استكشف تجار الفراء والمبشرين الكاثوليك منطقة البحيرات الكبرى وخليج هدسون ومسار الميسيسيبي حتى لويزيانا. اندلعت حروب البيفر للسيطرة على تجارة الفراء الأمريكية الشمالية.
أسس الإنجليز مستعمرات إضافية في كيوبيدس وفيريلاند في جزيرة نيوفنلند بداية في 1610، وبعدها أسسوا المستعمرات الثلاث عشرة إلى الجنوب. اندلعت سلسلة من أربعة حروب فرنسية وهندية ما بين 1689 و 1763. خضع بر نوفا سكوشا للحكم البريطاني بموجب معاهدة أوترخت 1713. ثم جاءت معاهدة باريس عام 1763 لتتنازل بموجبها فرنسا عن كندا وأغلب فرنسا الجديدة لصالح بريطانيا في أعقاب حرب السنوات السبع.
فصل الإعلان الملكي لعام 1763 إقليم كيبك عن فرنسا الجديدة وضم جزيرة كيب بريتون إلى نوفا سكوشا. كما أصبحت جزيرة سانت جون (حالياً جزيرة الأمير إدوارد) مستعمرة منفصلة في 1769. لتجنب اندلاع الصراع في كيبك، جاء قانون كيبك عام 1774 ليوسع الإقليم إلى البحيرات العظمى ووادي أوهايو. كما أنه أعاد استخدام اللغة الفرنسية وحرية ممارسة العقيدة الكاثوليكية وتطبيق القوانين المدنية الفرنسية هناك. أثار ذلك القانون غضب العديد من سكان المستعمرات الثلاث عشرة، وأسهم في استعار الثورة الأمريكية.

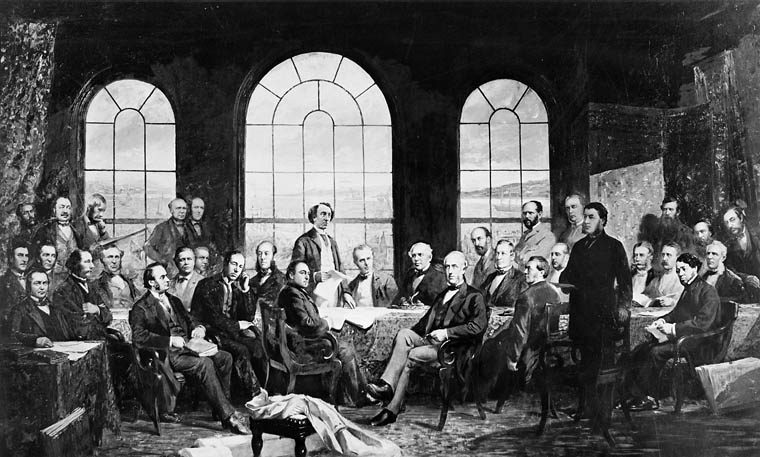
آباء الاتحاد بريشة روبرت هاريس، مشاهد مدمجة من مؤتمري شارلوت تاون وكيبيك.

اعترفت اتفاقية باريس (1783) بالاستقلال الأمريكي وتخلت عن الأراضي جنوب البحيرات العظمى لصالح الولايات المتحدة. انفصلت نيو برانزويك عن نوفا سكوشا كجزء من إعادة تنظيم المستعمرات الموالية للمملكة المتحدة في الأقاليم البحرية الكندية. ومن أجل استقبال الموالين لبريطانيا والناطقين باللغة الإنجليزية في كيبك، صدر القانون الدستوري لعام 1791 والذي تم تقسيم الإقليم بموجبه إلى كندا السفلى المتحدثة بالفرنسية (لاحقاً كيبك) وكندا العليا المتحدثة بالإنكليزية (لاحقاً أونتاريو)، مع ضمان حق كل من سكان المنطقتين في انتخاب مجلسه التشريعي الخاص.
كانت كندا (العليا والسفلى) الجبهة الرئيسية لحرب 1812 بين الولايات المتحدة وبريطانيا. بعد الحرب بدأت وفود الهجرات بشكل واسع من بريطانيا وأيرلندا إلى كندا في عام 1815. بين 1825-1846 سجل وصول 626,628 مهاجر أوروبي إلى الموانئ الكندية. توفي ما بين ربع وثلث المهاجرين الأوروبيين إلى كندا قبل عام 1891 بسبب الأمراض المعدية.
أسفرت الرغبة في وجود حكومة مسؤولة عن ثورات عام 1837 والتي تم قمعها. أوصى تقرير دورهام عقب ذلك بضرورة وضع حكومة مسؤولة ودمج الكنديين الفرنسيين في الثقافة الإنجليزية. دمج قانون الاتحاد عام 1840 كندا العليا والسفلى في مقاطعة كندا. كما تأسست حكومة مسؤولة عن جميع المقاطعات التابعة للإمبراطورية البريطانية في أمريكا الشمالية عام 1849. أنهى التوقيع على معاهدة أوريجون 1846 بين بريطانيا والولايات المتحدة نزاع أوريجون الحدودي، مما مدد الحدود غرباً في موازاة دائرة العرض 49. مهد ذلك الطريق لتشكيل مستعمرات تابعة بريطانية في جزيرة فانكوفر 1849 وكولومبيا البريطانية 1858.

### الاتحاد والتوسع

خريطة توضح توسع كندا

بعد عقد مؤتمرات دستورية عدة، فإن قانون الدستور عام 1867 أعلن الاتحاد الكندي رسمياً في 1 يوليو 1867 من أربعة مقاطعات هي أونتاريو وكيبك ونوفا سكوشا ونيو برانزويك. سيطرت كندا على أرض روبرت والإقليم الشمالي الغربي لتشكل الأقاليم الشمالية الغربية، حيث أشعلت معاناة الميتيس «ثورة النهر الأحمر» ونتج عنها تشكيل مقاطعة مانيتوبا في يوليو عام 1870. انضمت كولومبيا البريطانية وجزيرة فانكوفر (واللتان اتحدتا في عام 1866) وجزيرة الأمير إدوارد للاتحاد في 1871 و 1873 على التوالي. وضع رئيس الوزراء جون ماكدونالد وحكومته المحافظة سياسة وطنية من التعريفات الجمركية لحماية الصناعات الكندية الوليدة.
رعت الحكومة بناء ثلاث سكك حديدية عابرة للقارة (بما فيها سكة حديد الهادئ الكندية)في محاولاتها لإعمار الغرب كما فتحت أراضي البراري للاستيطان بقانون أراضي الدومنيون، وأنشأت شرطة الخيالة الشمالية الغربية لتأكيد سلطتها على هذه المنطقة. في عام 1898، وبعد حمى البحث عن الذهب في كلوندايك في الأقاليم الشمالية الغربية، أنشأت الحكومة الكندية إقليم يوكون. تحت حكم رئيس الوزراء الليبرالي ويلفريد لورييه، استقر المهاجرون الأوروبيون في أراضي البراري وأصبحت كل من ألبرتا وساسكاتشوان مقاطعتين في عام 1905.

### بدايات القرن العشرين

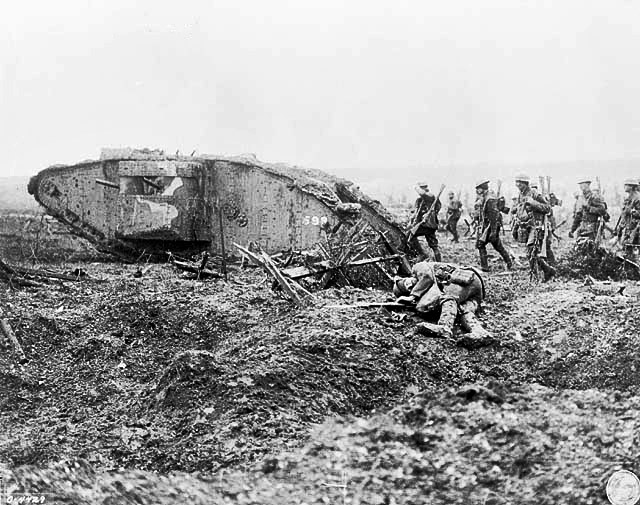
الجنود الكنديون في معركة فيمي ريدج 1917.

خاضت كندا الحرب العالمية الأولى كونها كانت تابعة في سياستها الخارجية لبريطانيا وفقاً لقانون الاتحاد، وهكذا دخلت الحرب مع إعلان بريطانيا دخولها عام 1914. أرسل المتطوعون إلى الجبهة الغربية وعرفوا لاحقاً باسم الفيلق الكندي. لعبت تلك القوات دوراً كبيراً في معركة فيمي ريدج وغيرها من المعارك الكبرى في الحرب. من أصل ما يقرب من 625,000 جندي خدموا في الحرب، قتل حوالي 60,000 وأصيب 173,000 آخرون. اندلعت أزمة التجنيد عام 1917 عندما فرض رئيس الوزراء المحافظ روبرت بوردن الخدمة العسكرية الإجبارية رغم اعتراض كيبك الناطقة بالفرنسية. في عام 1919، انضمت كندا إلى عصبة الأمم بشكل مستقل عن بريطانيا،  كما أكد قانون دستور وستمنستر 1931 استقلال كندا.
جلب الكساد الكبير أزمة اقتصادية إلى جميع أنحاء كندا. وفي مجال تجاوبها مع ذلك، سنت تعاونية رابطة الاتحاد في ألبرتا وساسكاتشوان العديد من معايير دولة الرفاه (التي كان تومي دوغلاس رائدها) في أربعينيات وخمسينيات القرن الماضي. أعلنت كندا الحرب على ألمانيا بشكل مستقل خلال الحرب العالمية الثانية تحت حكم رئيس الوزراء الليبرالي وليم ليون ماكينزي كينغ وذلك بعد ثلاثة أيام من دخول بريطانيا الحرب. وصلت أولى وحدات الجيش الكندي إلى بريطانيا في ديسمبر عام 1939.
لعبت القوات الكندية دوراً هاماً في غارة دييبي الفاشلة عام 1942، إضافة إلى غزو الحلفاء لإيطاليا وإنزال النورماندي ومعركة النورماندي ومعركة شيلدت في عام 1944. منحت كندا اللجوء للملكية الهولندية بعد سقوط البلاد بيد النازية، وتعزو هولندا لها الفضل في القيادة والمساهمات الكبيرة لتحريرها من ألمانيا النازية. ازدهر الاقتصاد الكندي مع ازدهار الصناعات العسكرية لكل من كندا وبريطانيا والصين والاتحاد السوفياتي. وعلى الرغم من أزمة تجنيد أخرى في كيبك، أنهت كندا الحرب بجيش كبير واقتصاد قوي.

### الفترة الحديثة

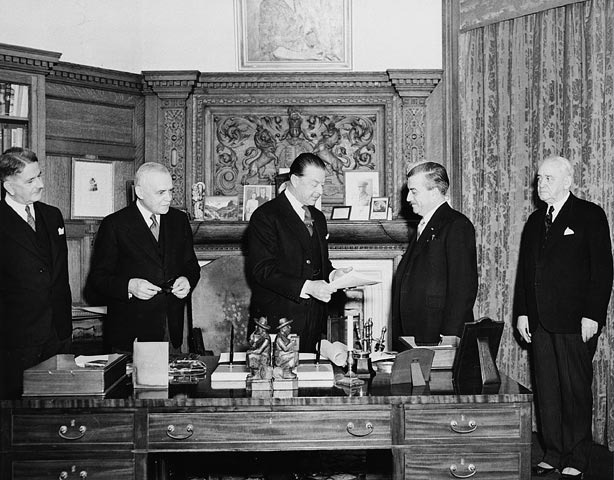
في قاعة ريدو، الحاكم العام الفسكونت ألكسندر (في الوسط) يتلقى قانون الصيغة النهائية من اتحاد نيوفنلند واللابرادور وكندا في 31 مارس 1949.

انضمت نيوفنلند (الآن نيوفنلند واللابرادور) إلى كندا في عام 1949. أدى النمو الاقتصادي في مرحلة ما بعد الحرب جنباً إلى جنب مع سياسات الحكومات الليبرالية المتعاقبة إلى ظهور هوية كندية جديدة والتي تمثلت في اعتماد علم ورقة الإسفندان الحالي في 1965،  واعتماد ثنائية اللغة الرسمية (الإنكليزية والفرنسية) في عام 1969،  والتعددية الثقافية الرسمية في عام 1971. كان هناك أيضاً تأسيس برامج ديمقراطية اشتراكية مثل الرعاية الطبية وخطة المعاشات التقاعدية وقروض الطلاب، رغم أن حكومات المقاطعات وخصوصاً كيبك وألبرتا عارضت الكثير من هذه المشاريع واعتبرتها تدخلاً في المناطق الخاضعة لولايتها. وأخيراً أسفرت سلسلة أخرى من المؤتمرات الدستورية إلى فصل الدستور الكندي عن المملكة المتحدة عام 1982 بالتزامن مع إنشاء ميثاق الحقوق والحريات. وفي عام 1999، أصبح إقليم نونافوت الكندي ثالث إقليم في البلاد بعد سلسلة من المفاوضات مع الحكومة الاتحادية.
في الوقت نفسه، خضعت كيبك لتغيرات اجتماعية واقتصادية جذرية عبر ثورة هادئة من ستينات القرن الماضي مما تجلى في ولادة الحركة القومية الحديثة. أشعلت جبهة تحرير كيبك المتطرفة أزمة أكتوبر 1970. انتخب الحزب الكيبيكي المنادي بالسيادة في عام 1976 ونظم استفتاء فاشلاً على السيادة المشتركة عام 1980. فشلت محاولات استيعاب قومية كيبك دستورياً من خلال اتفاق بحيرة ميتش في عام 1990. أدى ذاك إلى تشكيل الكتلة الكيبيكية في كيبك وتنشيط حزب الإصلاح الكندي في الغرب. تلا ذلك استفتاء ثان في عام 1995، والذي رفضت فيه السيادة بفارق ضئيل 50.6% مقابل 49.4%. في عام 1997، قضت المحكمة العليا بأن انفصال المقاطعة من جانب واحد سيكون غير دستوري، وصدر قانون التوضيح من قبل البرلمان والذي يحدد شروط التفاوض لمغادرة الاتحاد.
بالإضافة إلى قضايا السيادة كيبك، هزت عدة أزمات المجتمع الكندي في أواخر الثمانينات وأوائل التسعينات. شملت هذه انفجار رحلة الخطوط الجوية الهندية 182 في عام 1985،  وهي أكبر مأساة من حيث عدد القتلى في تاريخ كندا، ومذبحة مدرسة الفنون التطبيقية في عام 1989،  وهي حالة إطلاق نار استهدفت طالبات الجامعة، وأزمة أوكا في عام 1990  التي كانت أولى سلسلة من المواجهات العنيفة بين الحكومة وجماعات السكان الأصليين. انضمت كندا أيضاً إلى حرب الخليج في عام 1990 كجزء من قوات التحالف التي تقودها الولايات المتحدة، ونشطت في عدة بعثات لحفظ السلام في أواخر التسعينات. أرسلت قوات إلى أفغانستان في عام 2001، لكنها امتنعت عن إرسال قوات إلى العراق عندما غزته الولايات المتحدة في عام 2003.

## الحكومة والسياسة

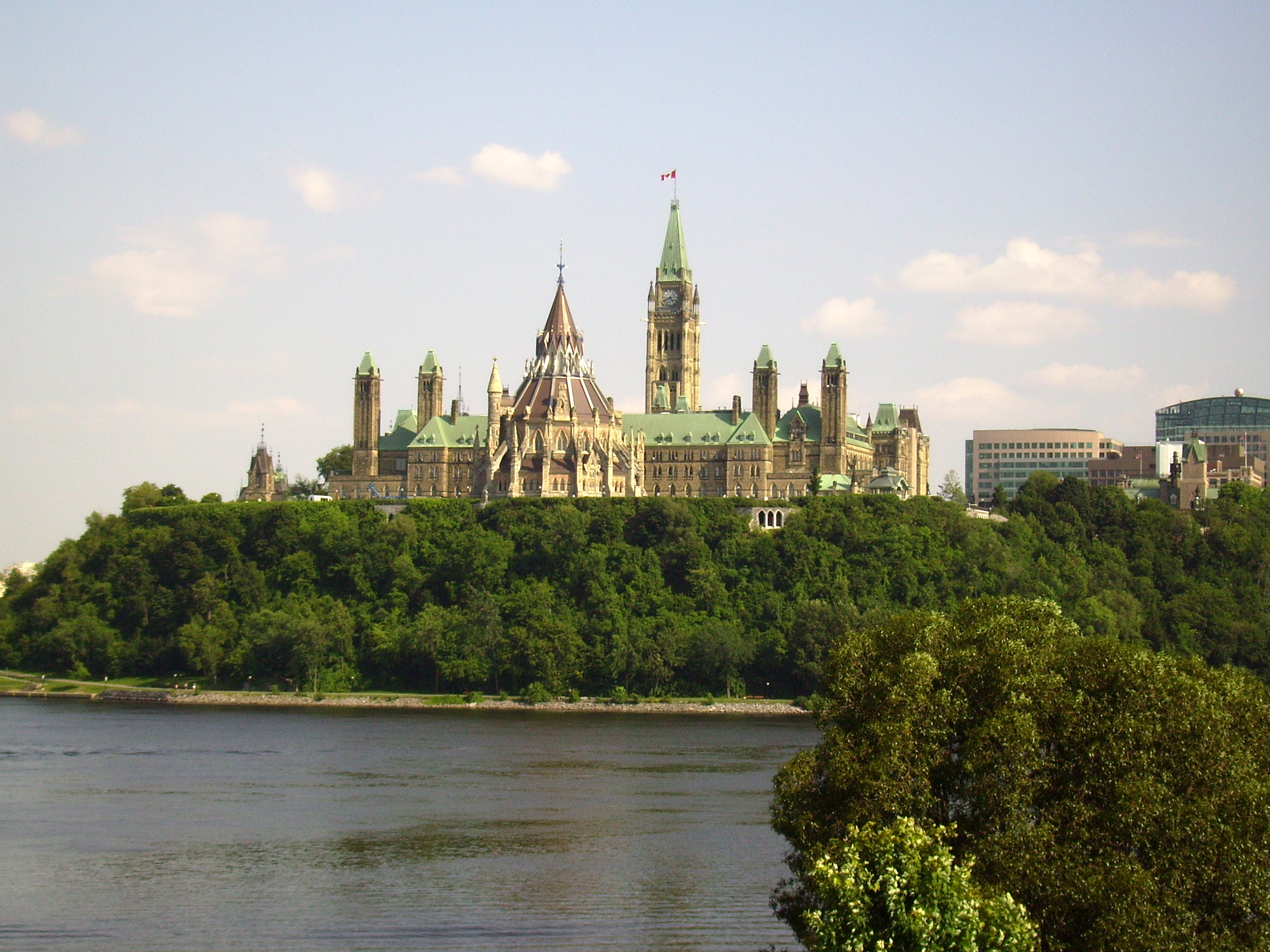
تلة البرلمان في العاصمة الكندية أوتاوا.

تتمتع كندا بتقاليد ديمقراطية قوية يدعمها نظام برلماني ضمن دائرة الملكية الدستورية؛ كان الفضل للنظام الملكي في كندا في تأسيس السلطات التنفيذية والتشريعية والقضائية. تشارلز الثالث هو ملك كندا و 15 دولة أخرى من دول الكومنولث والمقاطعات العشر في كندا ويُقيم في المملكة المتحدة. بناء على ذلك فإن ممثل الملك الحاكم العام لكندا (حالياً ديفيد لويد جونستون) يقوم بمعظم مهامها الملكية الفدرالية في كندا.
المشاركة المباشرة للمؤسسة الملكية في مجالات الحكم محدودة؛  في الممارسة العملية، توجه صلاحياتها التنفيذية لصالح مجلس الوزراء، وهو لجنة من وزراء التاج مسؤولة أمام مجلس العموم المنتخب ويختارهم ويرأسهم رئيس وزراء كندا (مارك كارني حالياً ). لضمان استقرار الحكم، يعين الحاكم العام عادة قائد الحزب السياسي الذي يمتلك الأغلبية في مجلس العموم رئيساً للوزراء. هكذا فإن مكتب رئيس الوزراء هو أحد أقوى المؤسسات الحكومية ويضع معظم مشاريع القوانين لتصديقها في البرلمان. يرشح للحاكم العام الممثل للتاج الملكي حكام المقاطعات ومجلس الشيوخ وقضاة المحكمة الاتحادية ورؤساء مؤسسات التاج والوكالات الحكومية. بينما يصبح قائد الحزب الثاني في البرلمان زعيم المعارضة (في الوقت الحاضر نيكول تورمل) وهو جزء من نظام برلماني يهدف إلى إبقاء الحكومة تحت المراقبة.

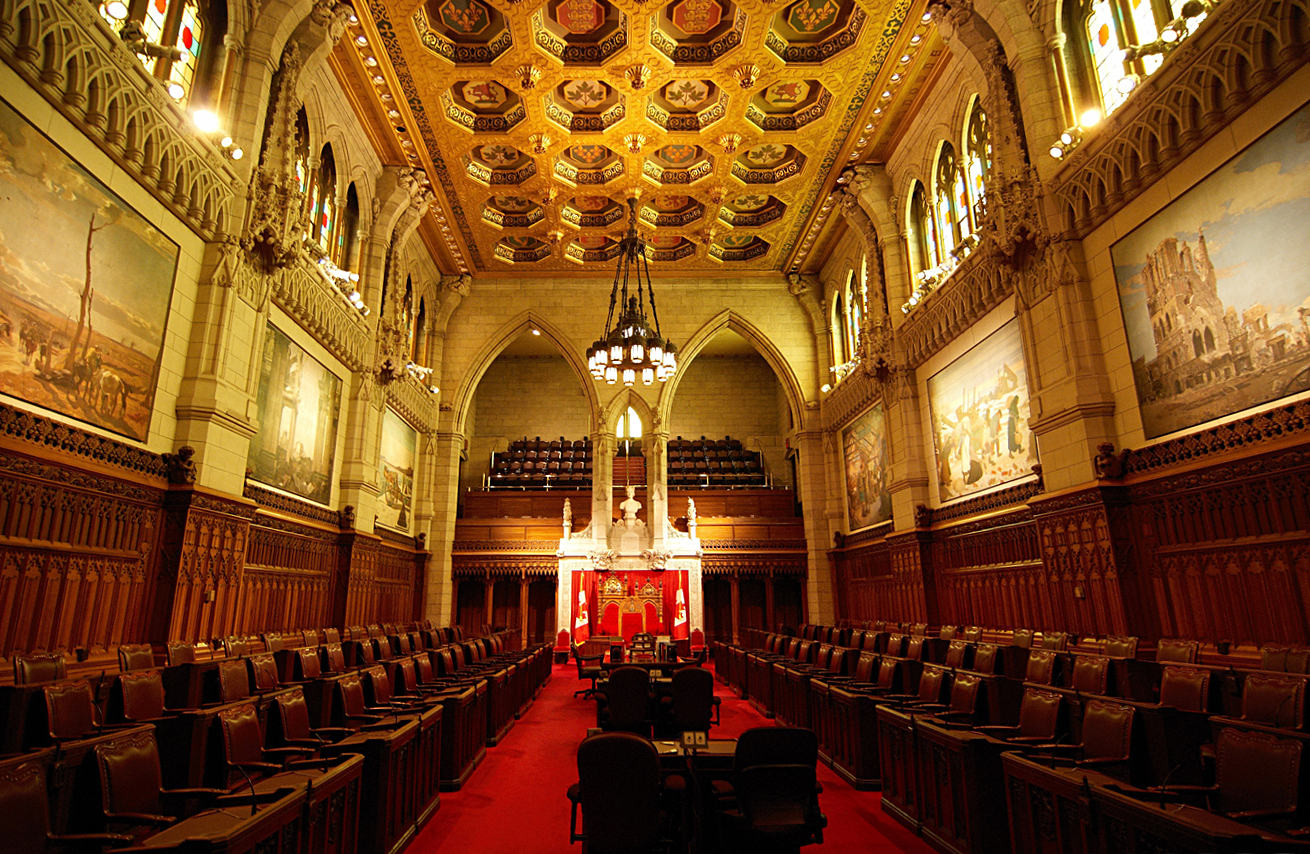
غرفة مجلس الشيوخ من المبنى المركزي من تلة البرلمان

يتم انتخاب كل أعضاء البرلمان البالغ عددهم 338 في مجلس العموم بالأغلبية البسيطة في الدائرة الانتخابية. يقوم الحاكم العام حصراً بالدعوة لانتخابات عامة بناء على طلب رئيس الوزراء في غضون أربع سنوات من الانتخابات السابقة أو لفقدان الحكومة ثقة مجلس النواب. يبلغ عدد أعضاء مجلس الشيوخ 105 وتوزع مقاعده على أساس إقليمي، ويخدمون حتى سن 75. توجد خمسة أحزاب ممثلة في البرلمان الاتحادي المنتخب عام 2015: حزب الأحرار الكندي (الحزب الحاكم) وحزب المحافظين الكندي (المعارضة الرسمية) والحزب الديمقراطي الجديد والكتلة الكيبيكية وحزب الخضر الكندي. قائمة الأحزاب التاريخية ذات التمثيل المنتخب جوهرية.
يقسم الهيكل الفدرالي الكندي المسؤوليات الحكومية بين الحكومة الفيدرالية والمقاطعات العشر. تتألف المجالس التشريعية الإقليمية من غرفة واحدة وتعمل بنظام برلماني مماثل لمجلس العموم. أما أقاليم كندا الثلاثة فتمتلك هيئات تشريعية لكنها ليست ذات سيادة ولها مسؤوليات دستورية أقل من المقاطعات مع بعض الاختلافات الهيكلية.

### القانون

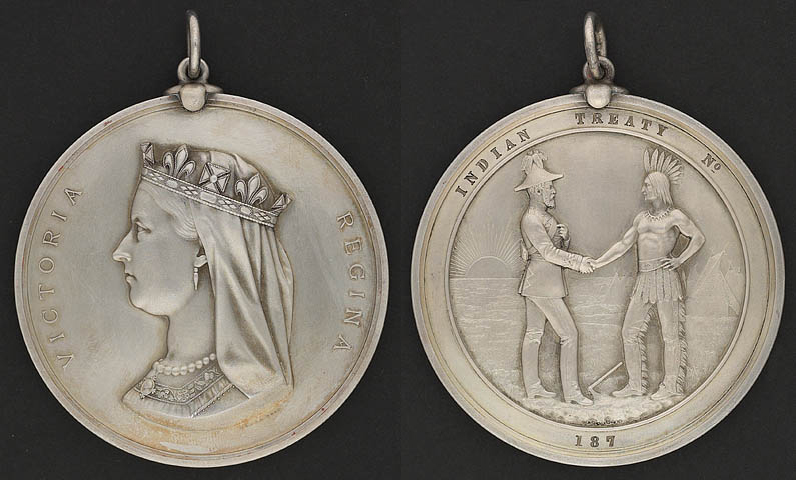
وسام الزعماء الهنود، قدم للاحتفال بالمعاهدات المرقمة.

دستور كندا هو القانون الأعلى للبلاد ويتألف من النص المكتوب والاتفاقيات غير المكتوبة. أكد القانون الدستوري لعام 1867 (المعروف باسم قانون أمريكا الشمالية البريطانية قبل 1982) على الحكم على أساس برلمانية وقسم السلطات بين الحكومة الاتحادية وحكومات المقاطعات؛ أما نظام وستمنستر الأساسي عام 1931 فمنحها الحكم الذاتي الكامل بينما أنهى القانون الدستوري 1982 كل العلاقات التشريعية بالمملكة المتحدة وأضاف صيغة تعديل دستورية وأضاف الميثاق الكندي للحقوق والحريات الذي يضمن الحقوق والحريات الأساسية التي لا يمكن عادة لأي حكومة تجاوزها على الرغم من أن بنداً في الميثاق يسمح للبرلمان الاتحادي والبرلمانات الإقليمية بتجاوز مقاطع معينة لمدة خمس سنوات.

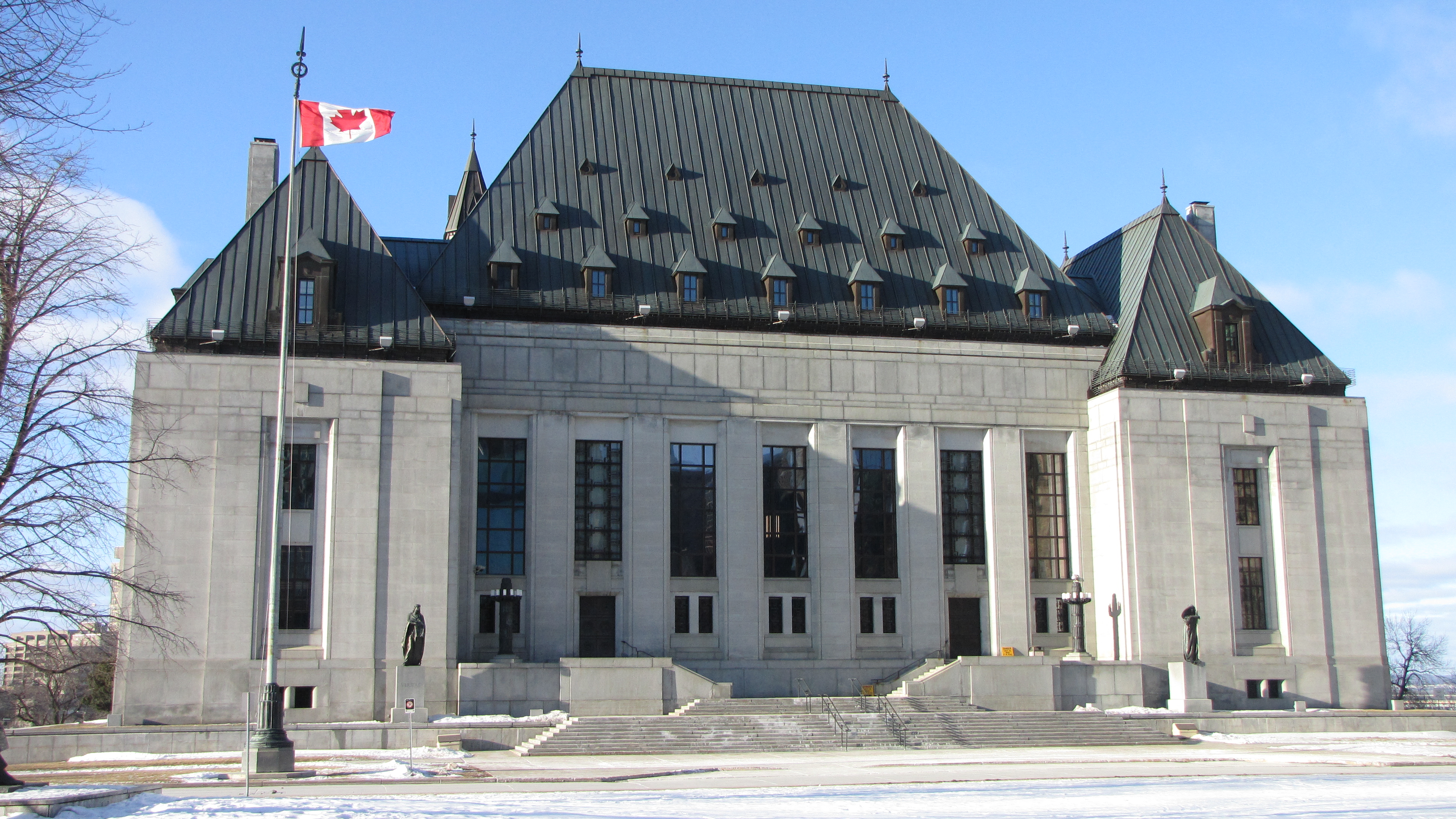
مبنى المحكمة العليا الكندية في أوتاوا، غرب تلة البرلمان.

كان الاتصال الأولي بين الكنديين الأوروبيين والأمم الأولى والإنويت سلمياً نسبياً. بدأ التاج والشعوب الأصلية التفاعل خلال فترة الاستعمار الأوروبي. أنشئت معاهدات مرقمة وقانون الهنود والقانون الدستوري لعام 1982 وقوانين المحاكم. وقعت سلسلة من أحد عشر معاهدة بين السكان الأصليين في كندا والتاج الحاكم في كندا بين عامي 1871-1921. هذه المعاهدات هي اتفاقات مع حكومة كندا يديرها قانون السكان الأصليين الكندي ويشرف عليها وزير الشؤون الهندية والتنمية الشمالية. أعيد تأكيد دور المعاهدات في الفقرة خمسة وثلاثون من القانون الدستوري لعام 1982 والتي «تعترف وتؤكد المعاهدات الحالية مع السكان الأصليين وحقوقهم». يمكن أن تشمل هذه الحقوق توفير خدمات مثل الرعاية الصحية والإعفاء من الضرائب. جرى تأكيد ترسيم الإطار القانوني والسياسي للأمم الأولى في كندا في عام 2005 من خلال اتفاق الأمم الأولى والتاج الاتحادي السياسي الأول.
تلعب السلطة القضائية في كندا دوراً هاماً في تفسير القوانين ولديها سلطة إلغاء القوانين التي تخالف الدستور. المحكمة العليا في كندا هي أعلى محكمة وتصدر أحكاماً نهائية، وتترأسها بيفرلي مكلاكلين رئيسة العدل (الأولى من بين الإناث) منذ عام 2000. تضم المحكمة العليا تسعة أعضاء يعينهم الحاكم العام بناء على نصيحة رئيس الوزراء ووزير العدل. يتم تعيين جميع القضاة على الصعيدين الأعلى والاستئناف بعد التشاور مع هيئات قانونية غير حكومية. تعين الحكومة الفيدرالية أيضاً قضاة المحاكم العليا على مستوى المقاطعات والأقاليم.
يسود القانون العام في كل مكان ما عدا كيبك حيث يسود القانون المدني. القانون الجنائي مسؤولية اتحادية حصراً ويسود جميع أنحاء كندا. أما إنفاذ القانون بما في ذلك المحاكم الجنائية فهي مسؤولية المقاطعات، ولكن في المناطق الريفية في جميع المقاطعات باستثناء أونتاريو وكيبك يتم التعاقد مع شرطة الخيالة الملكية الاتحادية الكندية.

### القوات المسلحة والعلاقات الخارجية

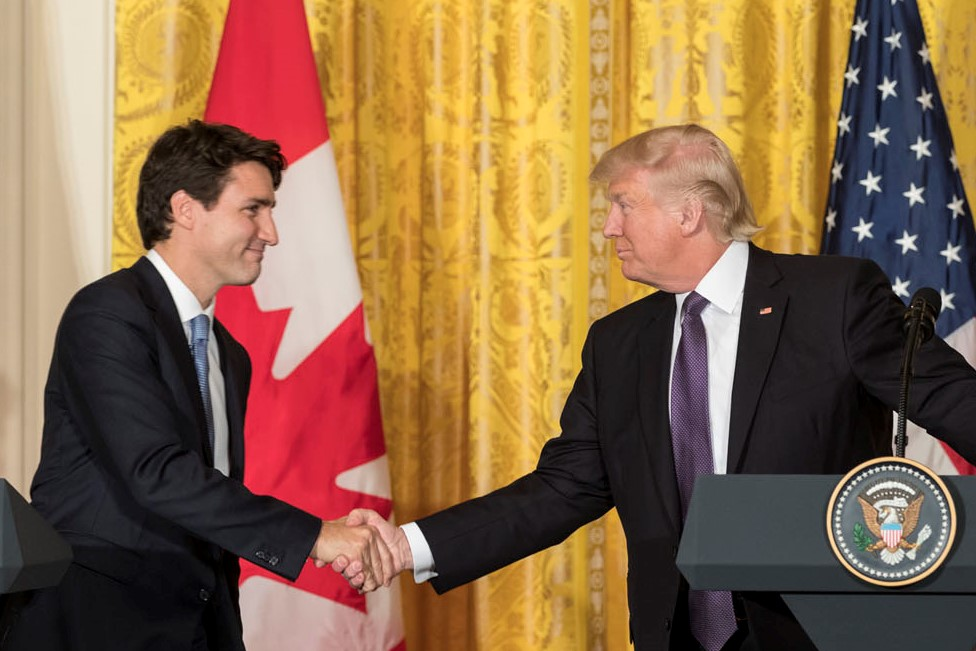
رئيس الوزراء جاستن ترودو ورئيس الولايات المتحدة دونالد ترامب في واشنطن عام 2017.

تشترك كندا والولايات المتحدة في أطول حدود غير محمية في العالم، كما تتعاونان في الحملات والتدريبات العسكرية كما أنهما أكبر شريكين تجاريين لبعضهما البعض. إلا كندا تتمتع بسياسة خارجية مستقلة ومن أبرز نقاطها الحفاظ على علاقات كاملة مع كوبا ورفض المشاركة الرسمية في حرب العراق. ترتبط كندا أيضاً بعلاقات تاريخية مع المملكة المتحدة وفرنسا وغيرها من المستعمرات البريطانية والفرنسية السابقة من خلال عضويتها في دول الكومنولث والفرانكوفونية،  كما تمتلك كندا علاقة إيجابية مع هولندا ويرجع ذلك جزئياً لمساهمتها في تحرير هولندا في الحرب العالمية الثانية.
توظف كندا حالياً جيشاً محترفاً من المتطوعين يفوق تعداده 67,000 من النظاميين ونحو 43,000 من الاحتياطيين بما في ذلك الاحتياطيون التكميليون. تتضمن القوات الكندية الموحدة الجيش الكندي والبحرية الملكية الكندية والقوات الجوية الملكية الكندية.
أدى ارتباط كندا القوي بالإمبراطورية البريطانية والكومنولث للمشاركة في الجهود العسكرية البريطانية الكبرى مثل حرب البوير الثانية والحرب العالمية الأولى والحرب العالمية الثانية. منذ ذلك الحين، أصبحت كندا من دعاة التعددية، باذلة جهوداً ترمي إلى حل القضايا العالمية بالتعاون مع الدول الأخرى. كانت كندا عضواً مؤسساً للأمم المتحدة في عام 1945 وحلف شمال الأطلسي في عام 1949. خلال الحرب الباردة، كانت كندا مساهماً رئيسياً في قوات الأمم المتحدة في الحرب الكورية، وساهمت في تأسيس قيادة دفاع الفضاء الجوي الأمريكية الشمالية (نوراد) بالتعاون مع الولايات المتحدة للدفاع ضد الهجمات الجوية المحتملة من الاتحاد السوفياتي.

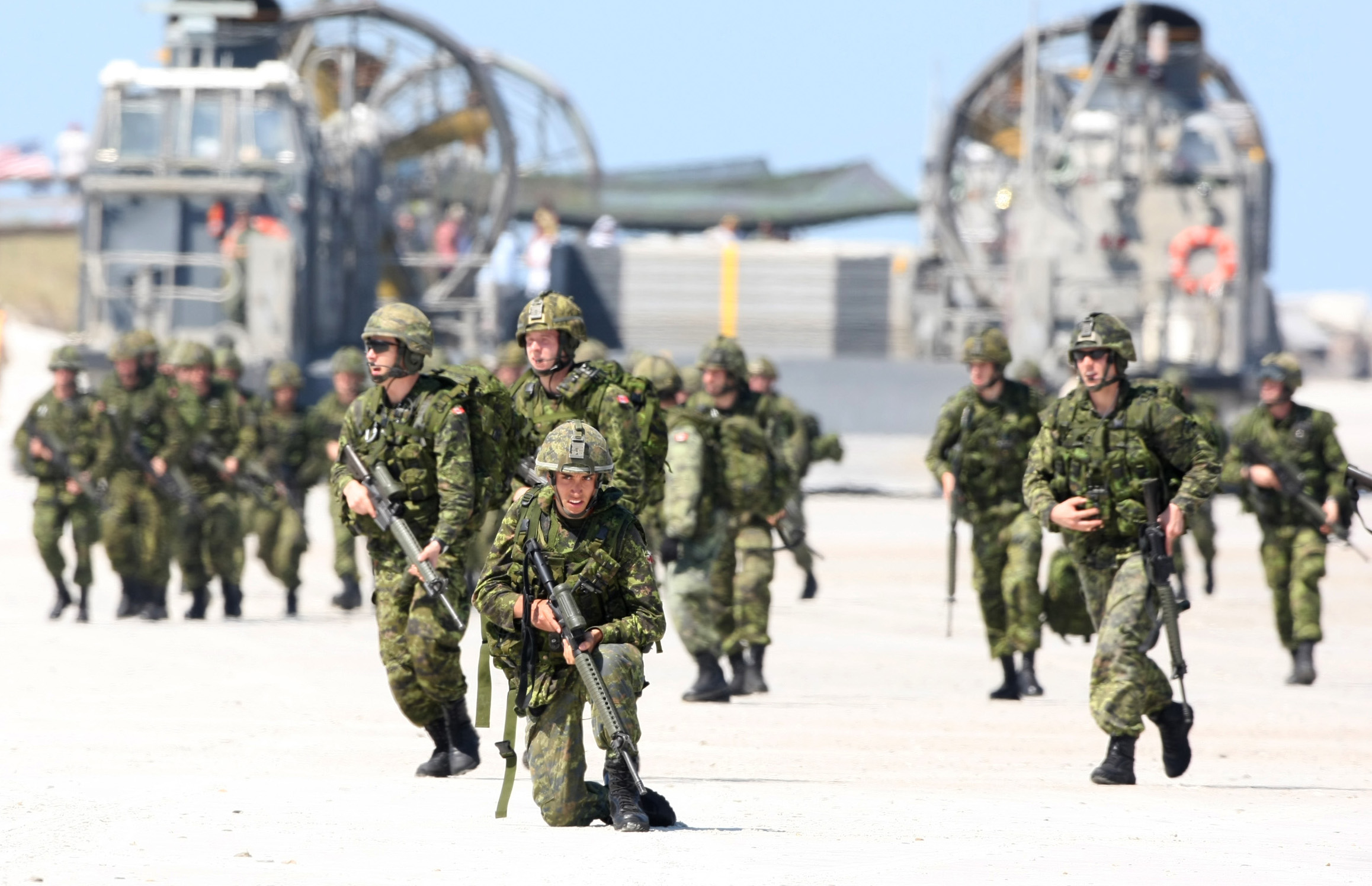
جنود من الفوج الملكي الثاني والعشرين من الجيش الكندي (25 أبريل 2009)

خلال أزمة السويس في العام 1956، خففت جهود رئيس الوزراء المستقبلي ليستر بيرسون من حدة التوتر من خلال اقتراح قوة لحفظ السلام تابعة للأمم المتحدة، وذاك ما منحه جائزة نوبل للسلام 1957. كانت تلك أول بعثة حفظ سلام أممية مما دفع البعض بمنح بيرسون براءة اختراع هذا المفهوم. منذ ذلك الحين خدمت كندا في 50 من بعثات حفظ السلام، بما في ذلك كل بعثات حفظ السلام الأممية حتى عام 1989،  وحافظت منذ ذاك الحين على قوات في البعثات الدولية في رواندا ويوغوسلافيا السابقة وغيرها؛ واجهت كندا في بعض الأحيان جدلاً حول مشاركتها في البلدان الأجنبية ولا سيما في قضية الصومال عام 1993.
انضمت كندا لمنظمة الدول الأمريكية في عام 1990 واستضافت الجمعية العامة للمنظمة في وندسور في يونيو 2000 وقمة الأمريكيتين الثالثة في مدينة كيبك في أبريل 2001. تسعى كندا لتوسيع علاقاتها مع الاقتصادات على طرفي المحيط الهادئ من خلال العضوية في منتدى التعاون الاقتصادي لدول آسيا والمحيط الهادي (أبيك).

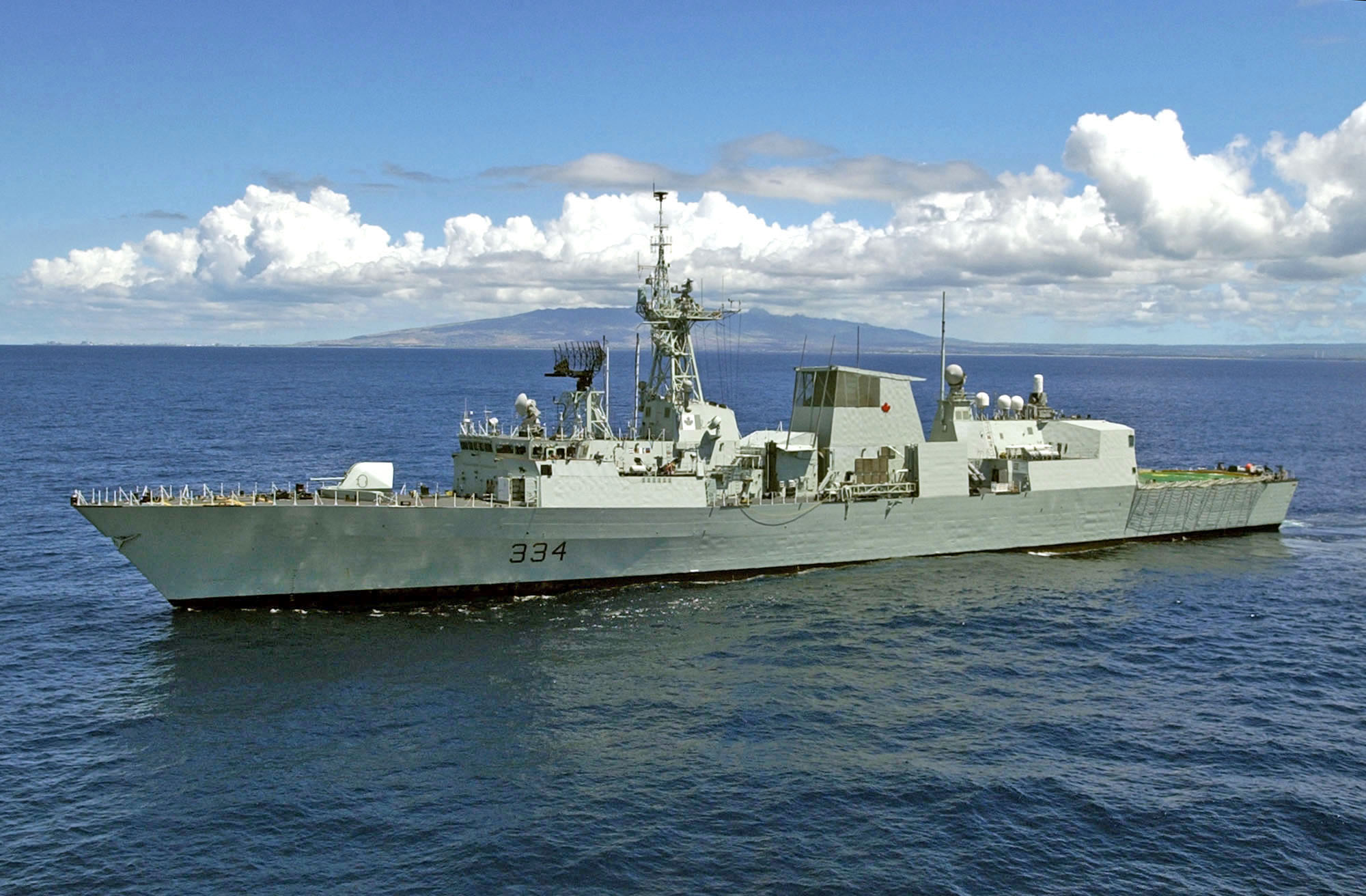
فرقاطة اتش ام سي اس ريجينا من طراز هاليفاكس، سفينة حربية تابعة للبحرية الملكية الكندية.

في عام 2001، نشرت كندا قواتها في أفغانستان كجزء من قوة حفظ الاستقرار الأمريكية والمرخصة من الأمم المتحدة التي تعرف باسم قوة المساعدة الأمنية الدولية بقيادة حلف شمال الأطلسي. ابتداءً من يوليو 2011، بدأت كندا بسحب قواتها من أفغانستان. كلفت تلك البعثة أرواح 157 جندياً ودبلوماسي وحيد واثنين من موظفي الإغاثة وصحفي وحيد،  بينما بلغت التكلفة المادية 11.3 مليار دولار كندي. تواصل كندا والولايات المتحدة دمج الدولة والوكالات المحلية لتعزيز الأمن على طول الحدود الكندية الأمريكية من خلال مبادرة السفر عبر نصف الكرة الغربي.
في فبراير 2007، أعلنت كندا وإيطاليا وبريطانيا والنرويج وروسيا التزامها بتمويل إطلاق مشروع بنحو 1.5 مليار دولار للمساعدة في تطوير لقاحات قالوا أنها يمكن أن ينقذ حياة الملايين في الدول الفقيرة، ودعوا الآخرين للانضمام إليهم. في أغسطس 2007، تم الطعن بالمطالب الكندية بإقاليم في منطقة القطب الشمالي بعد رحلة استكشافية روسية تحت الماء إلى القطب الشمالي. تنظر كندا إلى تلك المنطقة على أنها منطقة تتبع لسيادتها منذ عام 1925. في يوليو عام 2010، تمت أكبر صفقة شراء في التاريخ العسكري الكندي والتي بلغ ثمنها 9 مليارات دولار كندي لشراء 65 مقاتلة من طراز إف-35 لايتنيغ الثانية عبر الحكومة الفدرالية.

### الأقاليم والمقاطعات
كندا هي اتحاد يتألف من عشر مقاطعات وثلاثة أقاليم. يمكن توزيع تلك إلى مناطق: كندا الغربية وكندا الوسطى وكندا الأطلسي وكندا الشمالية (تشير شرق كندا إلى كندا الوسطى وكندا الأطلسي معاً). تمتلك المقاطعات حكماً ذاتياً أوسع من الأقاليم. تعتبر المقاطعات المسؤولة عن معظم برامج كندا الاجتماعية (مثل الرعاية الصحية والتعليم والرعاية الاجتماعية) وتجمع سوية إيرادات أكثر من الحكومة الاتحادية، وهي بنية فريدة من نوعها تقريباً بين الاتحادات في العالم. تستطيع الحكومة الاتحادية عبر سلطة إنفاقها البدء بسياسات وطنية في مجالات المقاطعات مثل قانون الصحة الكندي، يمكن للمقاطعات الخروج من تلك الالتزامات ولكنها نادراً ما تفعل ذلك في الواقع العملي. تدفع الحكومة الاتحادية مدفوعات موزانة لضمان الاحتفاظ بمعايير موحدة معقولة من الخدمات والضرائب بين المقاطعات الغنية والفقيرة.

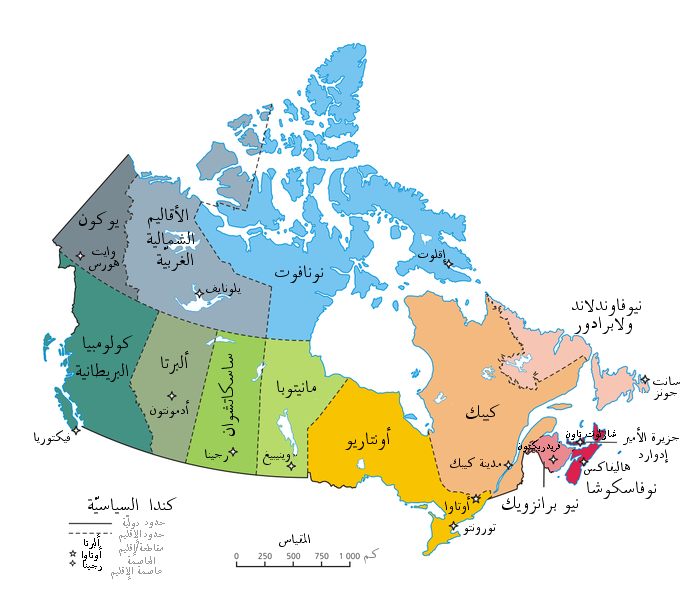
خريطة سياسية لكندا تعرض مقاطعاتها العشر وأقاليمها الثلاثة

## الجغرافيا

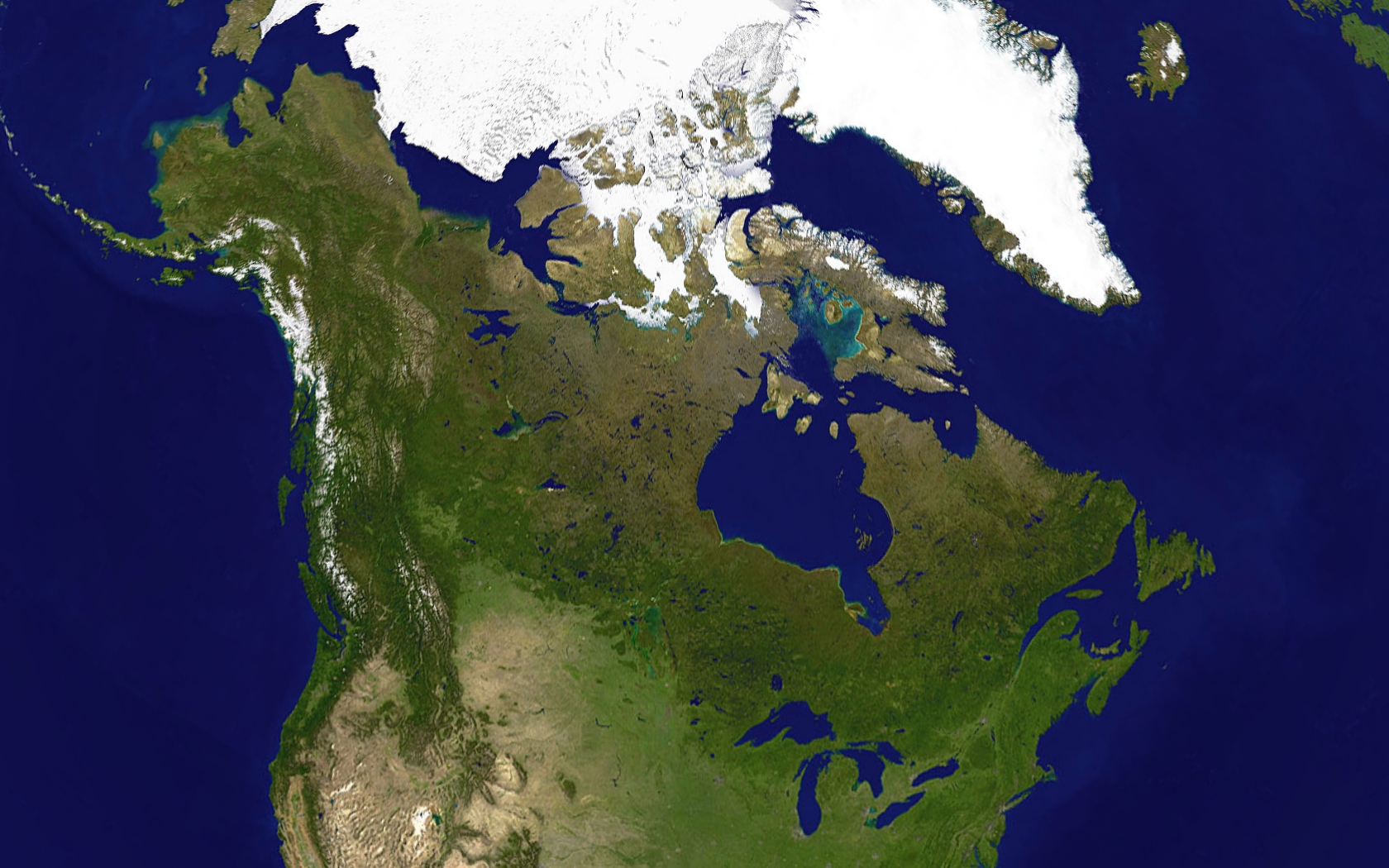
صورة مركبة فضائية لكندا. تسود الغابات الشمالية على الدرع الكندي الصخري. بينما يهيمن الجليد والتندرا في القطب الشمالي. تظهر الأنهار الجليدية في جبال الروكي الكندية والجبال الساحلية. البراري المنبسطة خصبة وتسهل الزراعة. تغذي منطقة البحيرات العظمى نهر سانت لورانس (في الجنوب الشرقي)، حيث تستضيف السهول نسبة كبيرة من سكان كندا

تحتل كندا جزءاً كبيراً من شمال أمريكا الشمالية، وتتقاسم الحدود البرية مع الولايات المتحدة في الجنوب وولاية ألاسكا في الشمال الغربي، وتمتد من المحيط الأطلسي شرقاً إلى المحيط الهادئ في الغرب، وإلى الشمال يقع المحيط المتجمد الشمالي. بحساب المساحة الكلية (بما في ذلك مياهها) تعد كندا ثاني أكبر بلد في العالم بعد روسيا. أما من حيث المساحة البرية فتحتل كندا المرتبة الرابعة.
تقع البلاد بين خطي عرض 41 درجة و 84 درجة شمالاً وخطي طول 52 درجة و 141 درجة غرباً. منذ عام 1925، طالبت كندا بالجزء من القطب الشمالي بين خطي طول 60 درجة و 141 درجة غرباً  ولكن مطالبها غير معترف بها دولياً. أقصى المستوطنات الكندية (والعالمية) شمالاً هي محطة إنذار القوات الكندية على الطرف الشمالي من جزيرة إليسمر - خط العرض 82.5 درجة شمالا - على بعد 817 كم من القطب الشمالي. يغطي الجليد والصقيع جزءاً كبيراً من القطب الشمالي الكندي. تمتلك كندا أيضاً أطول خط ساحلي في العالم بطول 202,080 كم.

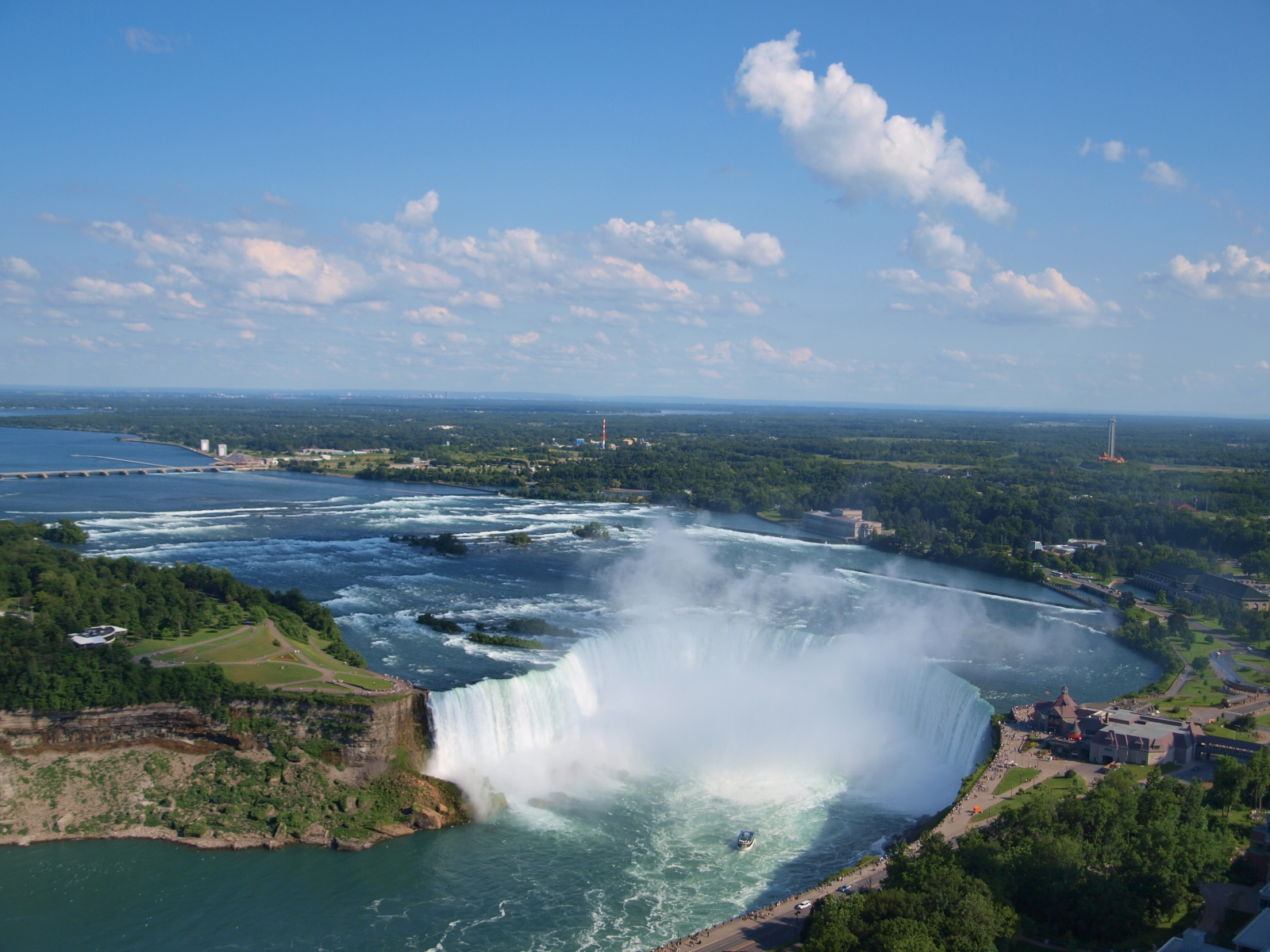
شلالات حذوة الحصان في شلالات نياغارا في أونتاريو. هي إحدى أكبر الشلالات في العالم حجماً وتشتهر على حد سواء بجمالها وبكونها مصدراً قيماً للطاقة الكهرمائية.

منذ العصر الجليدي الأخير وكندا تتألف من ثماني مناطق غابات متميزة بما في ذلك الغابات الشمالية الواسعة من الدرع الكندي. تمتلك كندا بحيرات أكثر من أي بلد آخر وتحتوي بذلك على أغلب المياه العذبة في العالم. هناك أيضاً مياه الأنهار الجليدية العذبة في جبال روكي الكندية والجبال الساحلية. كندا نشطة جيولوجيا، حيث فيها العديد من الزلازل والبراكين ذات الفعالية الكامنة ولا سيما جبل ميغر وجبل غاريبالدي وجبل كيلي ومعقد جبل إدزيزا البركاني. تسبب الانفجار البركاني في مخروط تسيكاس في 1775 في كارثة مأساوية، مما أسفر عن مقتل 2000 من شعب نيسغا وتدمير قريتهم في وادي نهر ناس شمال كولومبيا البريطانية. أنتج الثوران تدفقاً حممياً بطول 22.5 كم ووفقاً لأسطورة شعب نيسغا، فإن تلك الحمم أوقفت تدفق نهر ناس.
تبلغ الكثافة السكانية 3.3 نسمة لكل كيلومتر مربع، وهي من بين الأدنى في العالم. الجزء الأكثر كثافة سكانية في البلاد هي مدينة كيبك وممر وندسور ويقع في كيبك الجنوبية وأونتاريو الجنوبية على طول البحيرات العظمى ونهر سانت لورانس.
يختلف متوسط درجات الحرارة في فصلي الشتاء والصيف حسب الموقع. يمكن أن يكون الشتاء قاسياً في كثير من مناطق البلاد ولا سيما في المقاطعات الداخلية والسهلية والتي تواجه المناخ القاري، حيث متوسط درجات الحرارة اليومية بالقرب من -15 درجة مئوية ولكنها قد تنخفض إلى أقل من -40 درجة مئوية بوجود الرياح المتجمدة الشديدة. في المناطق غير الساحلية قد يغطي الثلج الأرض لما يقرب من ستة أشهر في السنة (أكثرها في الشمال). يتمتع ساحل كولومبيا البريطانية بمناخ معتدل مع شتاء معتدل وممطر. على الساحلين الشرقي والغربي، يبلغ متوسط درجات الحرارة الصيفية عمومًا في أوائل العشرينات درجة مئوية بينما تكون بين الساحلين عند 25-30 درجة مئوية بينما قد تبلغ درجات مرتفعة في بعض الأحيان في بعض المناطق الداخلية عند 40 درجة مئوية.

## الاقتصاد

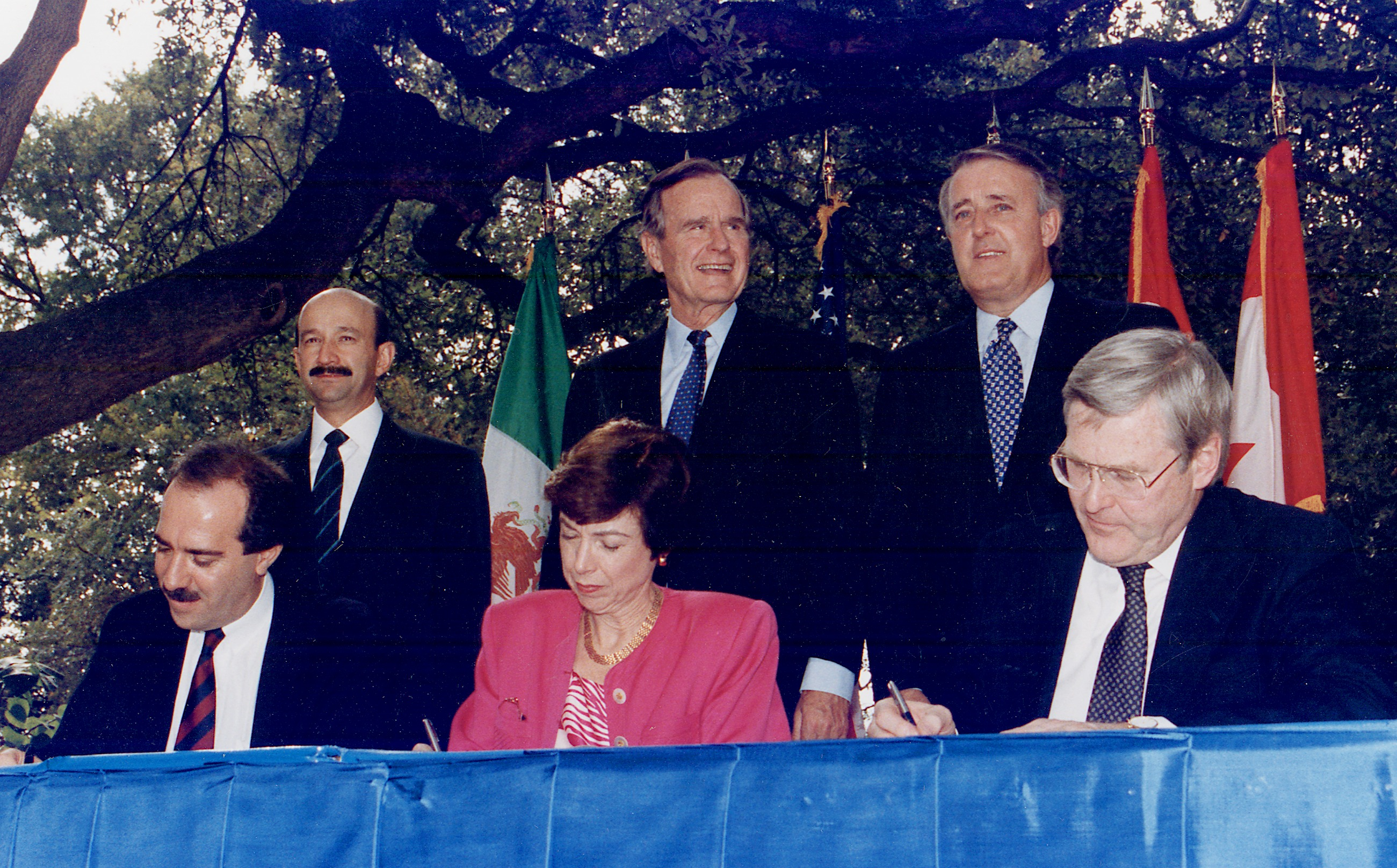
ممثلو حكومات كندا والمكسيك والولايات المتحدة يوقعون اتفاقية التجارة الحرة لأمريكا الشمالية عام 1992.

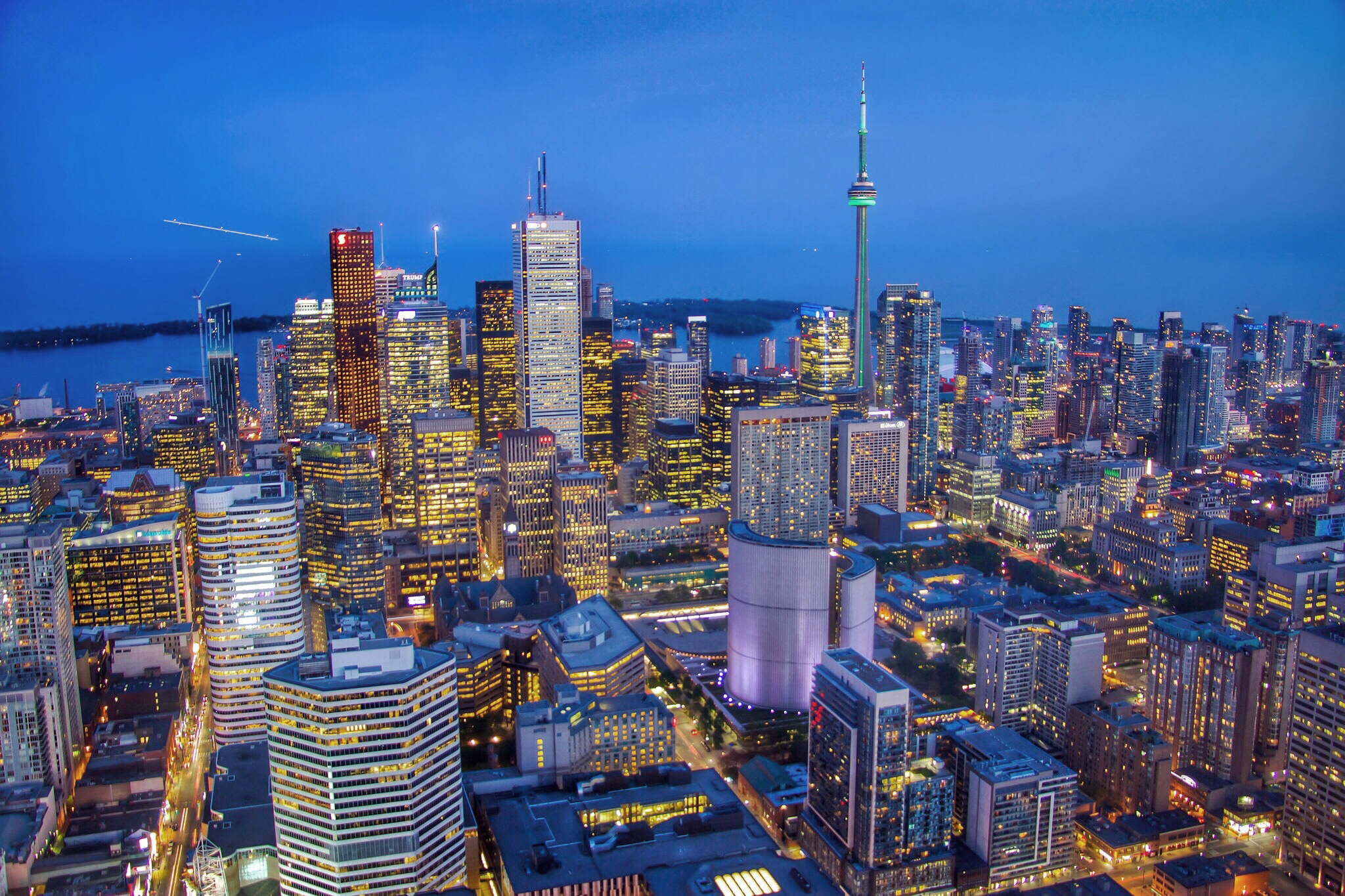
تعد منطقة تورونتو المالية ثاني أكبر مركز مالي في أمريكا الشمالية، وسابع أكبر مركز عالمي في التوظيف وقلب الصناعة المالية في كندا.

تعد كندا من أغنى دول العالم حيث يرتفع بها معدل دخل الفرد. كذلك فهي من أعضاء منظمة التعاون والتنمية الاقتصادية ومجموعة الثماني. علاوة على ذلك فهي على قائمة أفضل عشر دول تجارية. يعد اقتصاد كندا اقتصاداً مختلطاً ويصنف فوق الولايات المتحدة وأغلب دول غرب أوروبا تبعاً لمؤشر مؤسسة التراث للحرية الاقتصادية. أكبر المستوردين الأجانب للبضائع الكندية هم الولايات المتحدة والمملكة المتحدة واليابان.
في القرن الماضي، أدى نمو قطاعات الصناعات التحويلية والتعدين والخدمات إلى تحويل البلاد من اقتصاد ريفي إلى حد كبير إلى إحدى أكثر الدول الصناعية والحضرية. مثل غيرها من دول العالم الأول، يهيمن على الاقتصاد الكندي صناعة الخدمات والتي توظف نحو ثلاثة أرباع الكنديين. تتميز كندا بين الدول المتقدمة في اهتمامها بالقطاع الأول من الاقتصاد، حيث تعد صناعة قطع الأشجار والنفط من أهم الصناعات في كندا.
تعد كندا من الدول المتقدمة القلائل المصدرة الصافية للطاقة. تمتلك منطقة كندا الأطلسية كميات كبيرة من الغاز الطبيعي إلى جانب تركز المصادر الكبرى للنفط والغاز في مقاطعة ألبرتا. بينما تجعل منطقة رمال أثاباسكا النفطية من كندا ثاني دول العالم في احتياطي النفط بعد المملكة العربية السعودية.
كندا من أهم دول العالم في توريد المنتجات الزراعية حيث أن البراري الكندية من أهم الأماكن الموردة للقمح والكانولا وغيرها من الحبوب. علاوة على ذلك، تعتبر كندا أكبر دول العالم إنتاجا للزنك واليورانيوم، كما أن لها مكانة عالمية رائدة في الكثير من الموارد الطبيعية الأخرى مثل الذهب والنيكل والألومنيوم والرصاص. تقوم الحياة في العديد من المدن الشمالية والتي تصعب فيها الزراعة على وجود منجم قريب أو مصدر من مصادر الأخشاب. بالإضافة إلى ذلك، لدى كندا قطاع صناعي ضخم يتركز في جنوب أونتاريو وكيبك، حيث صناعة السيارات والملاحة الجوية صناعات مهمة على وجه الخصوص.
ازداد التكامل الاقتصادي مع الولايات المتحدة بصورة كبيرة منذ الحرب العالمية الثانية. أدت اتفاقية تجارة منتجات السيارات التي أبرمت في عام 1965 إلى فتح حدود التجارة في قطاع صناعة السيارات. في السبعينيات من القرن الماضي، دفعت المخاوف حول الاكتفاء الذاتي من الطاقة والملكية الأجنبية في قطاعات الصناعة الحكومة الليبرالية برئاسة بيير ترودو إلى إنشاء برنامج الطاقة الوطني إلى جانب إنشاء هيئة مراجعة الاستثمارات الأجنبية.
في الثمانينيات من القرن الماضي، قام رئيس الوزراء الذي ينتمي للحزب المحافظ التقدمي بريان مالروني بإلغاء برنامج الطاقة الوطني وقام بتغيير اسم هيئة مراجعة الاستثمارات الأجنبية إلى كندا للاستثمار وذلك بهدف تشجيع الاستثمارات الخارجية. كما أدت اتفاقية التجارة الحرة بين كندا والولايات المتحدة في عام 1988 إلى إلغاء التعريفات الجمركية بين الدولتين. بينما ضمت اتفاقية التجارة الحرة في أمريكا الشمالية المكسيك إلى المنظومة في التسعينيات. في منتصف ذاك العقد بدأت الحكومة الليبرالية برئاسة جان كريتيان في ترحيل فائض الميزانية السنوي وشرعت في تقليل الدين العام بصورة ثابتة. أضرت الأزمة المالية العالمية في عام 2008 بكندا وأدخلتها في ركود اقتصادي قد يرفع معدل البطالة إلى 10%. في عام 2008، بلغت قيمة الواردات الكندية أكثر من 442.9 مليار دولار منها 280.8 ملياراً من الولايات المتحدة و11.7 ملياراً من اليابان و11.3 ملياراً من المملكة المتحدة. بلغ العجز التجاري للبلاد في عام 2009 نحو 4.8 مليار دولار كندي مقارنة بفائض 46.9 مليار دولار كندي في عام 2008.
اعتباراً من أكتوبر 2009، بلغ معدل البطالة في كندا 8.6%. تتنوع معدلات البطالة في المقاطعات بين 5.8% في مانيتوبا إلى 17% في نيوفنلند ولابرادور. بين أكتوبر 2008 وأكتوبر 2010، فقدتا سوق العمل الكندية 162,000 فرصة عمل بدوام كامل ونحو 224,000 وظيفة دائمة. تقدر ديون كندا الفدرالية بنحو 566.7 مليار دولار لعام 2010-2011 بارتفاع من 463.7 مليار دولار في عام 2008-2009. ارتفع الدين الخارجي الصافي لكندا بمبلغ 41 مليار دولار ليصل إلى 194 مليار دولار في الربع الأول من عام 2010.

### العلوم والتكنولوجيا

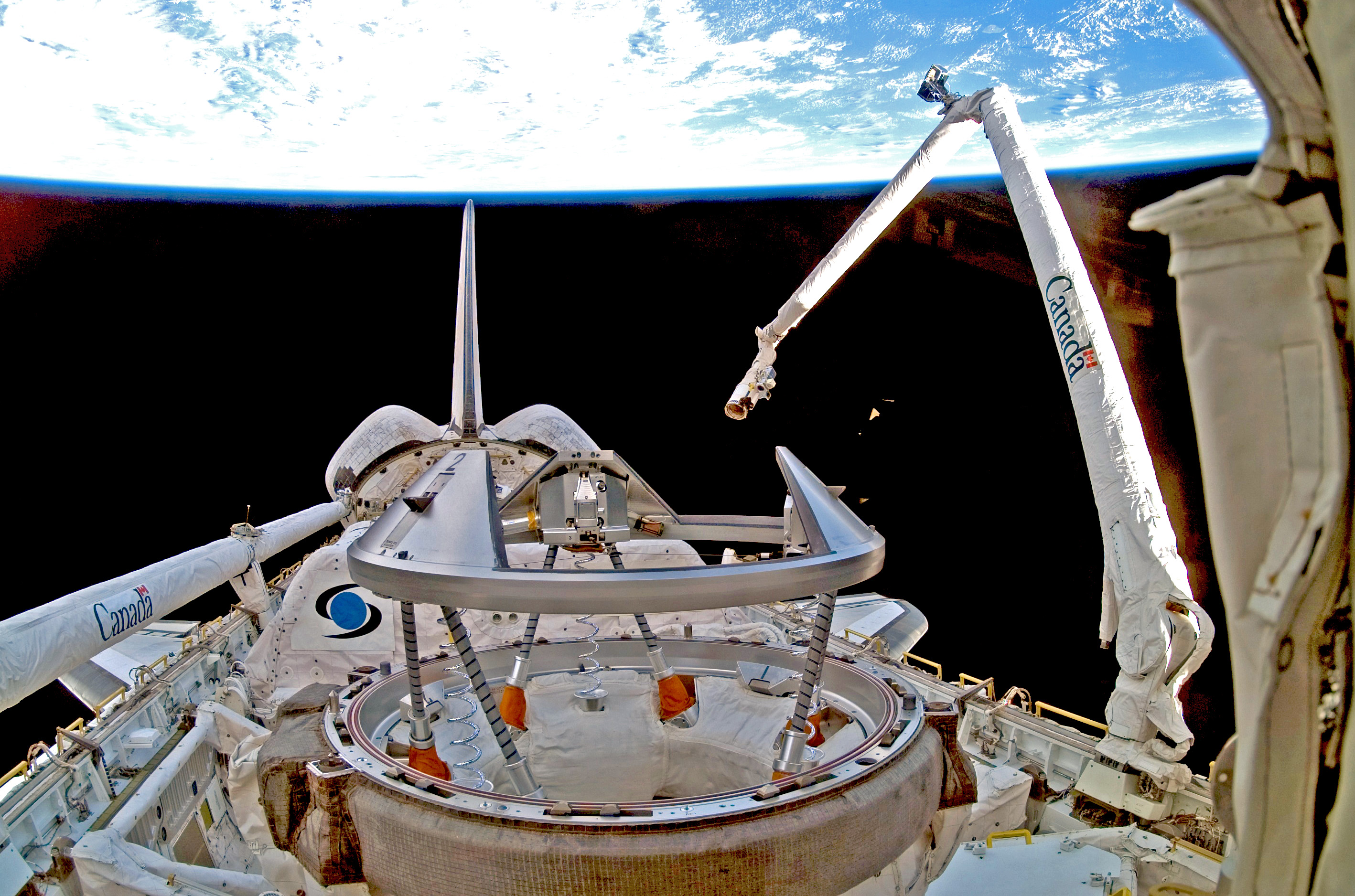
كندارم خلال عملها على مكوك الفضاء ديسكفري خلال STS-116

كندا دولة صناعية ذات درجة عالية من التطور العلمي والتكنولوجي. يتم تخصيص ما يقرب من 1.88% من الناتج المحلي الإجمالي الكندي للبحث والتطوير.
تحتل كندا مركزاً متقدماً في تقرير التنافسية العالمي (الرابع عشر عام 2019) وحلّت في المركز 15 في الابتكار على مستوى العالم وفق مؤشر الابتكار العالمي لعام 2023، في حين تقدمت للمركز 14 وفق مؤشر عام 2024.

يحتل اقتصاد كندا مرتبة أعلى من معظم دول العالم الغربي في مؤشر الحرية الاقتصادية. وتواجه مستوى منخفضًا نسبيًا من التفاوت الاقتصادي.
أنجبت البلاد خمسة عشر من الحائزين على جائزة نوبل في الفيزياء والكيمياء والطب. تصنف كندا في المرتبة الثانية عشرة في العالم لاستخدام الإنترنت مع 28 مليون مستخدم يشكلون 84.3% من مجموع السكان. تحتل كندا الصدارة كأكثر دولة في العالم تعليمًا وذلك من حيث نسبة السكان الحاصلين على شهادة جامعية.
تجري وكالة الفضاء الكندية بحوثاً في الفضاء والكواكب والطيران وتطوير الصواريخ والأقمار الصناعية. في عام 1984، أصبح رائد الفضاء مارك غارنو أول رائد فضاء كندي أخصائي حمولة STS - G - 41. تحتل كندا المرتبة الثالثة بين أعلى 20 دولة في علوم الفضاء. كندا أيضاً أحد المشاركين في محطة الفضاء الدولية وواحدة من الرواد في العالم في مجال الروبوتات الفضائية مثل كندارم وكندارم2 ودكستر. منذ الستينات، صممت صناعات الطيران والفضاء الكندية وبنت عشرة أقمار صناعية بما في ذلك رادار سات 1 ورادر سات 2 وموست. أنتجت كندا أيضاً واحداً من أنجح صواريخ السبر بلاك برانت؛ أطلق أكثر من 1000 منها منذ بداية إنتاجها في عام 1961. تعمل الجامعات في جميع أنحاء كندا على هبوط المركبة الفضائية المحلية الأولى: نورذرن لايت والتي تهدف إلى البحث عن حياة على المريخ ودراسة الإشعاع الكهرومغناطيسي المريخي وخصائص الغلاف الجوي. إذا نجحت مهمة نورذرن لايت فإن كندا ستكون ثالث بلد يهبط على كوكب آخر.

## الديموغرافيا
أحصى التعداد السكاني الكندي عام 2006 تعداد السكان البالغ 31,612,897 نسمة بزيادة قدرها 5.4% منذ عام 2001. ازداد تعداد سكان كندا بين 1990-2008 بنحو 5.6 مليون أي 20.4% نمو في عدد السكان مقارنة بنحو 21.7% في الولايات المتحدة و 31.2% في المكسيك. وفقاً لإحصاءات منظمة التعاون والتنمية/ بنك تعدد سكان العالم نما تعداد سكان العالم بين 1990-2008 بنسبة 27% أي 1,423 مليون شخص. يعود النمو السكاني الكندي للهجرة وإلى حد أقل إلى النمو الطبيعي. نحو أربعة أخماس سكان كندا يعيشون داخل 150 كم من الحدود مع الولايات المتحدة  وغالبية الكنديين (حوالي 80%) يعيشون في المناطق الحضرية المتركزة في ممر مدينة كيبك وندسور والبر الرئيسي الأدنى لكولومبيا البريطانية وممر كالجاري إدمونتون في ألبرتا. تشترك كندا مع العديد من البلدان الأخرى المتقدمة بالتحول الديمغرافي نحو السكان المسنين، مع تزايد أعداد المتقاعدين وقلة أعداد من هم في سن العمل. في عام 2006، كان متوسط عمر السكان 39.5 سنة.
وفقاً لتعداد عام 2006، أكبر العرقيات المذكورة هي الأصل العرقي الكندي (32%) ومن ثم الإنجليز (21%) والفرنسيون (15.8%) والاسكتلنديون (15.1%) والأيرلنديون (13.9%) والألمان (10.2%) والطليان (4.6%) والصينيون (4.3%) والأمم الأولى (4.0%) والأوكرانيون (3.9%) والهولنديون (3.3%). هناك 600 حكومة معترف بها للأمم الأولى تشمل حوالي 1,172,790 شخص.
ينمو مجتمع سكان كندا الأصليين بضعفي المعدل الوطني سنوياً، حيث ذكر 3.8% من سكان كندا أنهم من السكان الأصليين في عام 2006. ينتمي 16.2% إلى أقليات ظاهرة أخرى من غير السكان الأصليين. أكبر الأقليات هي من جنوب آسيا (4.0%) والصين (3.9%) والسود (2.5%). ارتفع تعداد السكان من الأقليات الظاهرة بين عامي 2001 و2006 بنسبة 27.2%. في عام 1961، أمكن تصنيف أقل من اثنين في المئة من السكان (حوالي 300,000 نسمة) إلى أقلية ظاهرة وأقل من 1 ٪ من السكان الأصليين. اعتباراً من عام 2007، كان واحد من كل خمسة كنديين (19.8 ٪) من أصل أجنبي. يأتي ما يقرب من 60% من المهاجرين الجدد من آسيا (بما في ذلك الشرق الأوسط). الدول الرائدة في الهجرة إلى كندا هي الصين والفلبين والهند. بحلول 2031، سيكون واحد من بين كل ثلاثة كنديين من أقلية ظاهرة.
تمتلك كندا أحد أعلى معدلات الهجرة للفرد في العالم  والذي يقوده السياسة الاقتصادية وجمع شمل الأسرة، ويسعى لجلب ما بين 240,000 و 265,000 من المقيمين الجدد في عام 2011، وهو نفس العدد من المهاجرين في السنوات الأخيرة. يستقر المهاجرون الجدد غالباً في المناطق الحضرية الكبرى مثل تورنتو وفانكوفر. كما تستقبل كندا أيضاً أعداداً كبيرة من اللاجئين. حيث توطن كندا أكثر من عشر اللاجئين في العالم.
وفقاً لتعداد 2001، 77.1% من الكنديين مسيحيون؛ من بينهم يشكل الكاثوليك أكبر المجموعات (43.6% من الكنديين). أكبر الطوائف البروتستانتية هي الكنيسة المتحدة في كندا (9.5% من الكنديين)، تليها الإنجيلية (6.8%) فالمعمدانية (2.4%) فاللوثرية (2%) بينما غيرهم من المسيحيين (4.4%). لا يعلن نحو 16.5% من الكنديين أي انتماء ديني بينما تنتسب نسبة 6.3% المتبقية إلى ديانات غير المسيحية، وأكبرها الإسلام (2.0%) ثم اليهودية (1.1%).
تتولى المقاطعات والأقاليم الكندية مسؤولية التعليم. الأنظمة متشابهة بينما تعكس كل منها تاريخ المنطقة وثقافتها وجغرافيتها. يتراوح سن الدراسة الإلزامي ما بين 5-7 سنوات إلى 16-18 سنة،  مما يساهم في معدل محو أمية يبلغ 99%. في عام 2002، امتلك 43% من الكنديين الذين تتراوح أعمارهم بين 25-64سنة مؤهلاً ما بعد الثانوية؛ بينما يبلغ المعدل 51% لمن هم بين 25-34 عاماً.

### اللغة

في 2006، كان 17.4% من السكان ثنائيي اللغة واستطاعوا التحدث بكلا اللغتين الرسميتين.
الإنجليزية – 57.8%
الإنجليزية والفرنسية (ثنائي اللغة) – 17.4%
الفرنسية – 22.1%
مناطق ذات كثافة سكانية منخفضة (0.4 نسمة/كم^{2})

في كندا لغتان رسميتان هما الإنجليزية والفرنسية. ثنائية اللغة الرسمية مذكورة في الميثاق الكندي للحقوق والحريات وقانون اللغات الرسمية ولوائح اللغة الرسمية؛ يطبيق من قبل مفوض اللغات الرسمية. تعامل الإنجليزية والفرنسية على قدم المساواة في المحاكم الفدرالية والبرلمان وجميع المؤسسات الاتحادية. للمواطنين الحق عند توفر الطلب الكافي بتلقي خدمات الحكومة الاتحادية بالإنجليزية أو الفرنسية، بينما يضمن للغات الأقليات استخدامها في مدارسهم الخاصة في جميع المقاطعات والأقاليم.
يتكلم الإنجليزية 59.7% من السكان بينما يتكلم الفرنسية 23.2%. يتكلم ما يقرب من 98% من الكنديين الإنجليزية أو الفرنسية حيث 57.8% يتحدثون الإنجليزية فقط و22.1% يتحدثون اللغة الفرنسية فقط بينما يتحدث 17.4% كلا اللغتين. المجتمعات التي تتحدث الإنكليزية والفرنسية كلغة رسمية أي كلغة أم تشكل 73% و 23.6% من السكان بالترتيب.
يجعل ميثاق اللغة الفرنسية منها اللغة الرسمية في كيبك. على الرغم من أن أكثر من 85% من الكنديين الناطقين بالفرنسية يعيشون في كيبك، توجد مجتمعات فرنكوفونية كبيرة في أونتاريو وألبرتا ومانيتوبا الجنوبية؛ تمتلك أونتاريو أكبر نسبة من الناطقين بالفرنسية خارج كيبك. نيو برونزويك هي المقاطعة الوحيدة ثنائية اللغة رسميًا حيث لديها أقلية أكادية ناطقة بالفرنسية تشكل 33% من السكان. هناك أيضا مجموعات من الأكاديين في جنوب غرب نوفا سكوشا في جزيرة كيب بريتون وعبر وسط وغرب جزيرة الأمير إدوارد.
لا تمتلك المقاطعات الأخرى لغات رسمية على هذا النحو، ولكنها تستخدم اللغة الفرنسية كلغة للتعليم وفي المحاكم والخدمات الحكومية الأخرى بالإضافة إلى الإنكليزية. تسمح مانيتوبا وأونتاريو وكيبك باللغتين الإنكليزية والفرنسية في المجالس التشريعية المحلية وتسن القوانين في كلا اللغتين. في أونتاريو، للفرنسية وضع قانوني ولكنها ليست ثنائية اللغة بشكل رسمي كامل. هناك 11 مجموعة من لغات السكان الأصليين والتي تتألف من أكثر من 65 لهجة مختلفة. من بينها فقط الكري والإنكتيتوتية والأوجيبواي يستخدمها نسبة كبيرة من السكان بطلاقة مما يجعلها لغة حية على المدى الطويل. تمتلك عدة لغات للسكان الأصليين صفة رسمية في الأقاليم الشمالية الغربية. الإنكتيتوتية هي لغة الأغلبية في نونافوت وإحدى اللغات الرسمية الثلاث في الإقليم.
يستخدم أكثر من ستة ملايين شخص في كندا لغة غير رسمية باعتبارها لغتهم الأم. بعض من هذه اللغات غير الرسمية الأكثر شيوعًا الصينية (الكانتونية أساسًا بنحو 1,012,065 شخص يستخدمها كلغة أم) والإيطالية (455,040) والألمانية (450,570) والبنجابية (367,505) والإسبانية
(345,345). الإنكليزية والفرنسية هما اللغتان الأكثر استخدامًا في المنزل بنسبة 68.3% و 22.3% من السكان على التوالي.

### الدِين
الدين في كندا (بحسب التعداد الوطني عام 2021)
تتميز كندا بالتنوع الديني، حيث تشمل مجموعة واسعة من المعتقدات والعادات. يشير دستور كندا إلى الله ويحمل الملك لقب المدافع عن الإيمان؛ ومع ذلك، لا يوجد في كندا كنيسة رسمية والحكومة ملتزمة رسميًا بالتعددية الدينية. الحرية الدينية في كندا هي حق يحميه الدستور، وتسمح للأفراد بالتجمع والعبادة دون قيود أو تدخل.
انخفضت معدلات الالتزام الديني بشكل مطرد منذ السبعينيات. مع تراجع المسيحية بعد أن كانت ذات يوم مركزية ومتكاملة للثقافة الكندية والحياة اليومية، أصبحت كندا دولة علمانية ما بعد المسيحية. على الرغم من أن غالبية الكنديين يعتبرون الدين غير مهم في حياتهم اليومية، إلا أنهم ما زالوا يؤمنون بالله. تعتبر ممارسة الشعائر الدينية عمومًا مسألة خاصة في المجتمع الكندي والدولة.
وفقًا لتعداد عام 2021، تعد المسيحية أكبر ديانة في كندا، حيث يمثل الروم الكاثوليك 29.9 بالمائة من السكان وهم أكبر عدد من الأتباع. يمثل المسيحيون عمومًا 53.3% من السكان، يليهم الأشخاص الذين يبلغون عن عدم الدين أو ليس لديهم دين بنسبة 34.6%. الديانات الأخرى تشمل الإسلام (4.9 بالمائة)، والهندوسية (2.3 بالمائة)، والسيخية (2.1 بالمائة)، والبوذية (1.0 بالمائة)، واليهودية (0.9 بالمائة)، والروحانية الأصلية (0.2 بالمائة). يوجد في كندا ثاني أكبر عدد من السكان السيخ الوطنيين، بعد الهند.

## الثقافة
تمتلك كندا مزيجًا من جنسيات وثقافات مختلفة، يكفل الدستور حمايتها ويسن السياسات التي تشجع التعددية الثقافية. الهوية الثقافية في كيبك قوية حيث يذكر الكثيرون من الناطقين بالفرنسية أن ثقافتهم في كيبيك تتميز عن الثقافة الكندية الإنجليزية. ومع ذلك فإن كندا كلها فسيفساء ثقافية ومجموعة من عدة ثقافات فرعية إقليمية ومن السكان الأصليين وعرقية. تدل سياسات الحكومة مثل الرعاية الصحية الممولة من القطاع العام وارتفاع الضرائب لتوزيع الثروة وحظر عقوبة الإعدام والجهود القوية للقضاء على الفقر والتأكيد على التعددية الثقافية والتشدد في ضبط حمل السلاح وتشريع الزواج المثلي هي مؤشرات اجتماعية على تطور كندا المختلف سياسيًا وثقافيًا عن الولايات المتحدة.

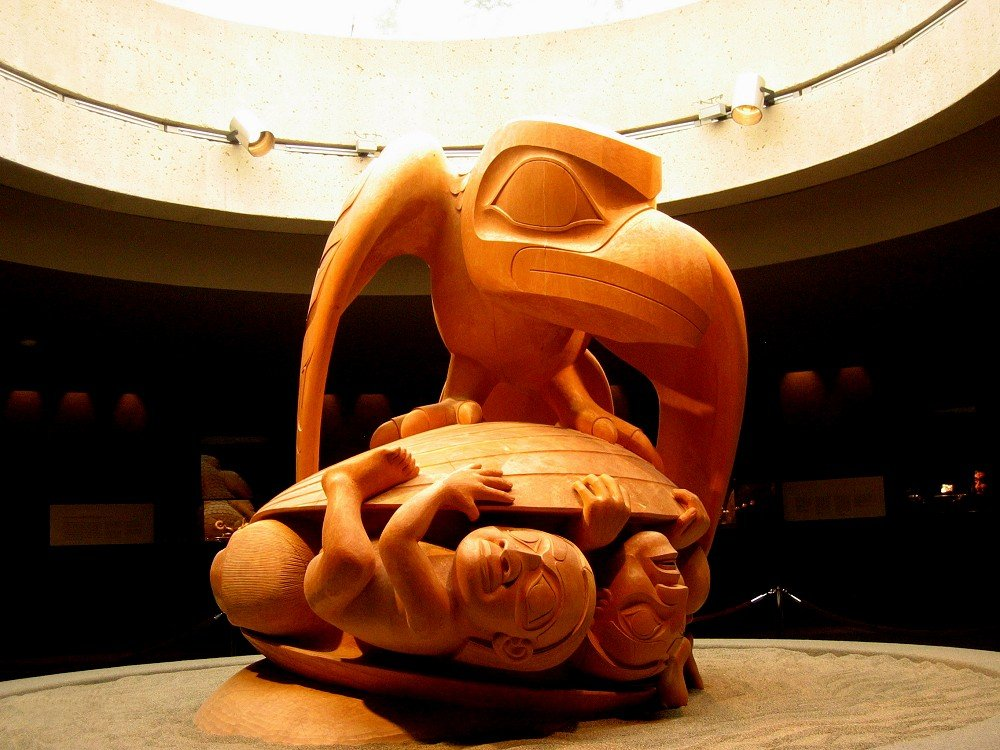
منحوتة لبيل ريد الغراب وأول الرجال. الغراب رمز شائع في العديد من أساطير الشعوب الأصلية.

تأثرت كندا تاريخيًا بالثقافات البريطانية والفرنسية والسكان الأصليين، ساهم السكان الأصليون عبر ثقافتهم وفنهم ولغاتهم وموسيقاهم في التأثير على الهوية الكندية. يقيم العديد من الكنديين التعددية الثقافية ونرى كندا بأنها متعددة الثقافات بطبيعتها. وسائل الإعلام والترفيه الأمريكية شعبية إن لم تكن مهيمنة في القسم الإنكليزي من كندا وبالعكس أيضاً فإن الكثير من المنتجات الثقافية والترفيهية الكندية تلقى نجاحاً في الولايات المتحدة وحول العالم. يتم تسويق منتجات ثقافية عديدة نحو «أمريكا شمالية موحدة» أو في السوق العالمية. تؤيد برامج الحكومة الاتحادية إنشاء والحفاظ على الثقافة الكندية المتميزة عبر قوانين ومؤسسات مثل هيئة الإذاعة الكندية (سي بي سي) والمجلس القومي للسينما في كندا واللجنة الكندية للإذاعة والتلفزيون والاتصالات السلكية واللاسلكية.

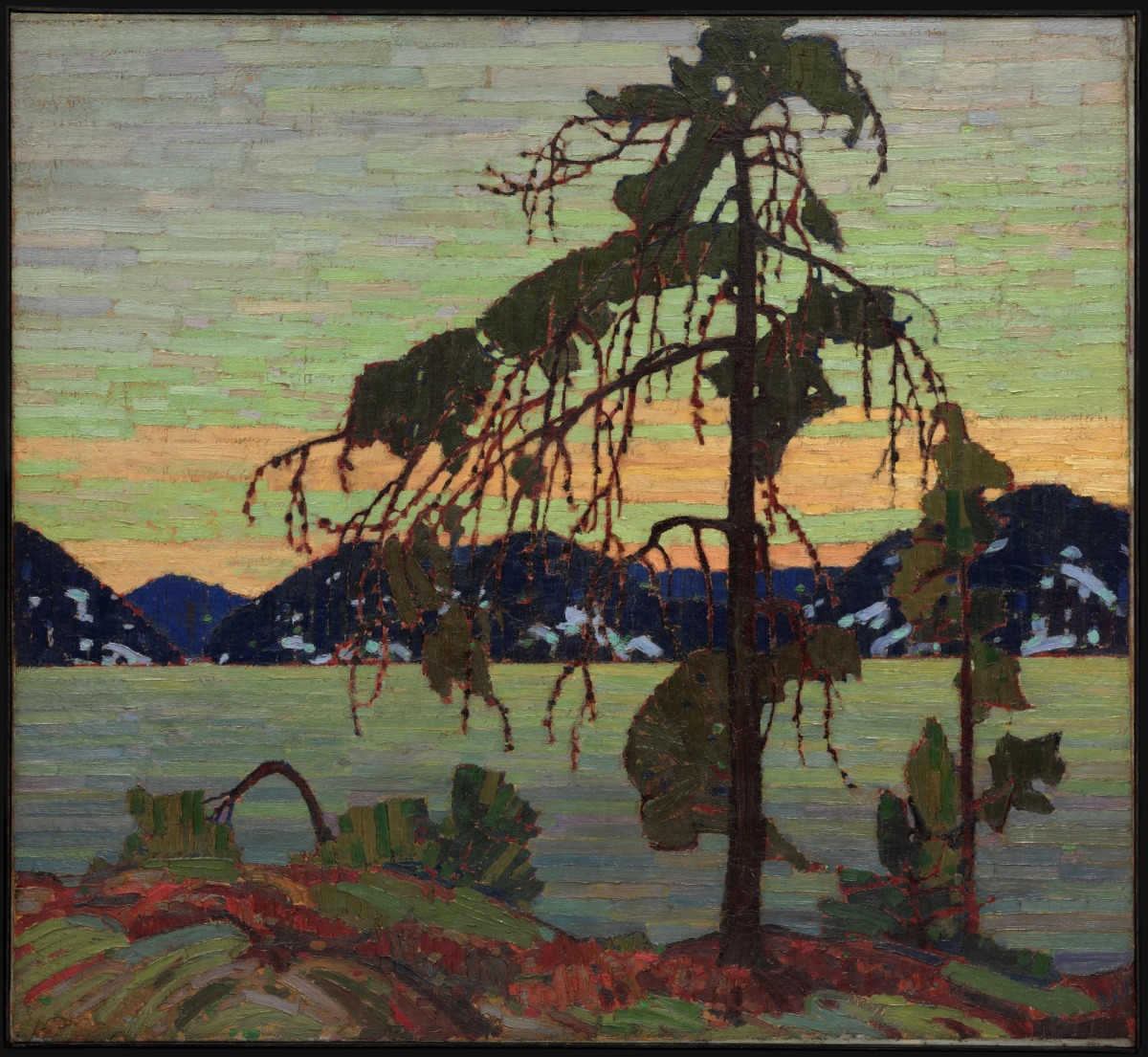
شجرة صنوبر جاك بريشة توم تومسون 1916؛ ضمن مجموعة صالة العرض الوطنية الكندية

هيمن توم تومسون -الرسام الكندي الأكثر شهرة- على الفن البصري الكندي إضافة إلى مجموعة السبع. كانت فترة نشاط تومسون وجيزة من رسم المشاهد الطبيعية الكندية وامتدت لنحو عقد من الزمن حتى وفاته في عام 1917 في سن التاسعة والثلاثين. أما مجموعة السبع فكانت مجموعة الرسامين ذات مواضيع قومية ومثالية وأول ما عرضوا أعمالهم المميزة في مايو 1920. يشار إلى المجموعة باسم مجموعة السبع لكونها مجموعة من سبعة أعضاء منهم خمسة فنانين مسؤولون عن صياغة أفكار المجموعة وهم لورين هاريس وإيه واي جاكسون وآرثر ليسمر وجاي ماكدونالد وفريدريك فارلي. انضم إليهم بعد ذلك فترة وجيزة فرانك جونستون والفنان التجاري فرانكلين كارمايكل. أصبح أيه جاي كاسون عضوًا في الفريق في 1926. ارتبط بالمجموعة أيضاً فنانة بارزة أخرى هي إميلي كار المعروفة بمشاهدها الطبيعية وتصويرها للشعوب الأصلية في ساحل المحيط الهادئ الشمالي الغربي.
أنتجت صناعة الموسيقى الكندية ملحنين وموسيقيين وفرقًا موسيقية عالمية الصيت. ينظم البث الموسيقي في كندا لجنة الراديو والتلفزيون والاتصالات الكندية. تدير الأكاديمية الكندية لتسجيل الفنون والعلوم جوائز صناعة الموسيقى الكندية، جوائز جونو، والتي انطلقت في عام 1970. تبني النشيد الوطني لكندا يا كندا في عام 1980 والذي كان بتكليف من قبل نائب الحاكم في كيبك تيودور روبيتاي للاحتفال بيوم القديس يوحنا المعمدان 1880. كتب كاليكسا لافاييه موسيقى لقصيدة وطنية من تأليف الشاعر والقاضي السير أدولف باسيلي روتيير. كان النص في الأصل باللغة الفرنسية قبل أن تتم ترجمته إلى الإنكليزية في عام 1906.

## الرياضة

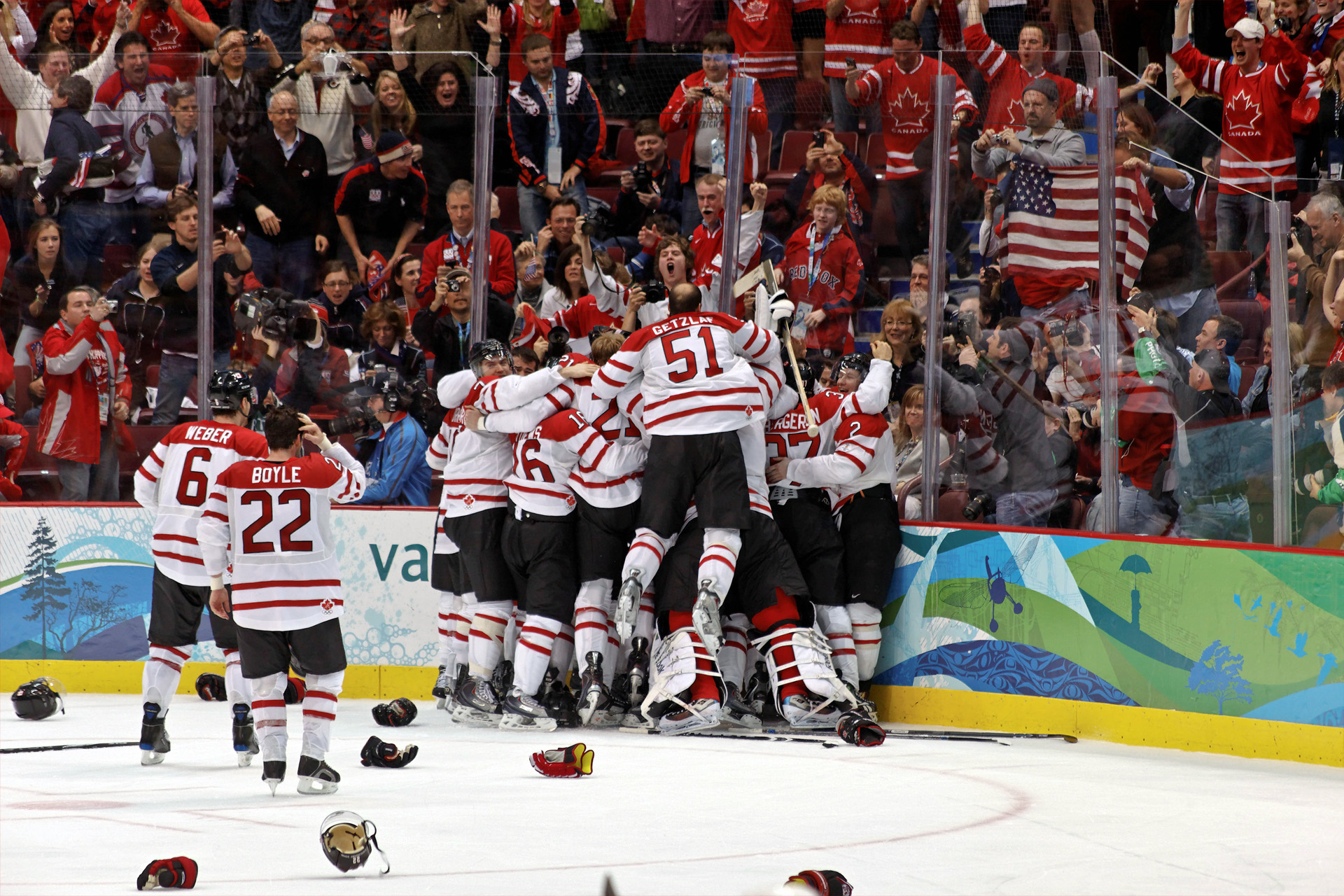
مشهد من مباراة هوكي الجليد من دورة الألعاب الأولمبية الشتوية في فانكوفر التي أحرز فيها المنتخب الكندي ذهبية الرجال

الرياضات الوطنية الرسمية في كندا هي هوكي الجليد ولكروس. الهوكي هي هواية وطنية والرياضة الأكثر شعبية في البلاد. كما أنها أكثر رياضة يمارسها الكنديون بنحو 1.65 مليون مشارك في عام 2004. تمتلك سبع مناطق حضرية كندية من أصل أكبر ثماني - تورونتو ومونتريال وفانكوفر وأوتاوا وكالغاري وإدمنتون ووينيبيغ - أندية في دوري الهوكي الوطني، حيث عدد لاعبي الهوكي في الدوري الوطني أكبر من البلدان الأخرى مجتمعة. من غيرها من الرياضات الشعبية تشمل كيرلنج وكرة القدم الكندية، وتمارس الأخيرة بصورة محترفة في دوري كرة القدم الكندية. تمارس أيضاً الغولف والبيسبول والتزلج وكرة القدم والكريكت وكرة الطائرة وكرة السلة على مستوى اليافعين والهواة بشكل واسع ولكن البطولات والفرق المحترفة ليست بذاك الانتشار.
استضافت كندا العديد من الأحداث الرياضية الدولية البارزة بما في ذلك دورة الألعاب الأولمبية الصيفية 1976 في مونتريال ودورة الألعاب الأولمبية الشتوية 1988 في كالغاري وكأس العالم للشباب تحت 20 سنة 2007. كانت كندا الدولة المضيفة لدورة الألعاب الأولمبية الشتوية 2010 في فانكوفر وويسلر في كولومبيا البريطانية.
تتأثر الرموز الوطنية الكندية بالمصادر الطبيعية والتاريخية والسكان الأصليين. يعود استخدام ورقة الإسفندان كرمز إلى بدايات القرن الثامن عشر. تشاهد ورقة الإسفندان على أعلام كندا الحالية والسابقة وعلى فئة البنس الواحد وعلى شعار نبالة البلاد. من الرموز بارزة أخرى القندس وإوز كندا والغواصيات الشائع والتاج الملكي وشرطة الخيالة الكندية الملكية  ومؤخراً عمود الطوطم والإنوكسوك.

## الروابط الخارجية
الحكومة
- الأطلس الحكومي لكندا
- الموقع الرسمي لحكومة كندا
- الموقع الرسمي للحاكم العام لكندا
- الموقع الرسمي للقوات الكندية
- الموقع الرسمي لرئيس وزراء كندا
- البعثة الدائمة لكندا في الأمم المتحدة
- قائد الدولة وأعضاء الحكومة

مؤسسات التاج الكندي
- البريد الكندي
- مؤسسة الإذاعة الكندية
- لجنة السياحة الكندية

منظمات أخرى
- كندا في الموسوعة الكندية
- البوابة الثقافية لكندا[وصلة مكسورة]
- Culturescope.ca لجنة مراقبة الثقافة الكندية نسخة محفوظة 15 أغسطس 2018 على موقع واي باك مشين.
- إدارة بيانات الطاقة  إحصاءات رسمية عن كندا من الحكومة الأمريكية
- إحصاءات كندا مع ساعة تعداد سكان كندا
- الأطلس الكندي